# 凡爾賽體系

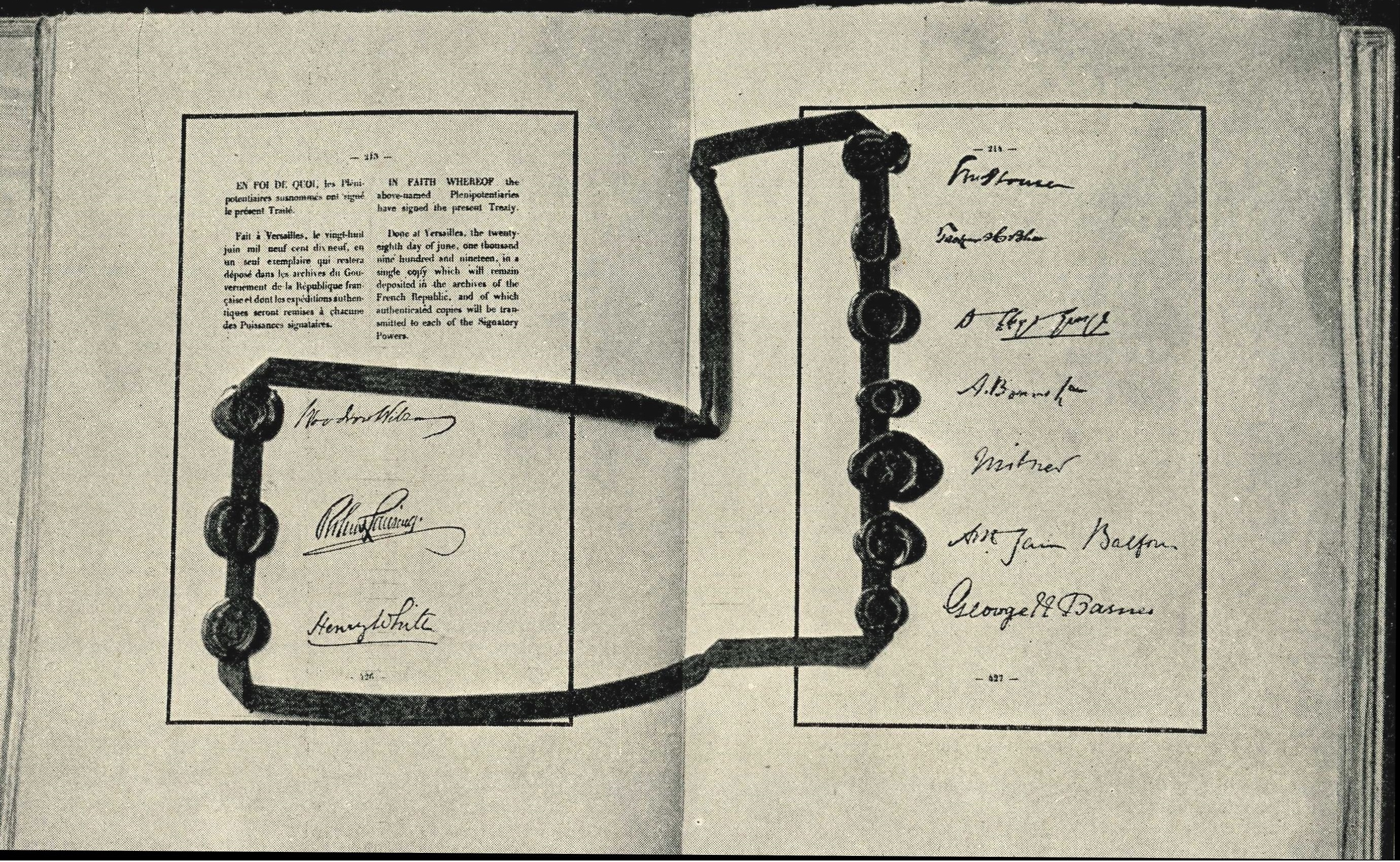
《凡尔赛条约》原件

凡爾賽體系（英語：Versailles system）是指第一次世界大戰後，世界各国基于以《凡爾賽條約》为代表的一系列條約与协定形成的國際關係體系。
这一体系最初建构于协约国与同盟国在巴黎和会上签订的一系列和约的基础之上。其中的一些理念，如民族自决原则及组建国际联盟等，则源自美国总统伍德罗·威尔逊此前于1917年提出的十四点和平原则。这些条约重新划定了欧洲及近东地区的国界，对德国战前拥有的殖民地重新进行分配，并对德国、奥地利、匈牙利、保加利亚及土耳其等战败国进行了包括裁军、赔款及惩治战争罪行在内的一系列处置。此外，在战间期对于维系体系有重大影响的国际联盟也是基于这些条约建立的。后来这一体系经由《洛桑条约》及华盛顿会议上与会国家所签订的一系列协定与条约得到进一步完善，近东地区及远东地区的局势由此在之后的一段时间内较为稳定。这些条约与协定共同安排了战后世界的秩序，而战间期国际政治事件也大多与它们有直接或间接的联系:1。
战后初期，欧洲各国间仍是存在大量的矛盾与冲突，尤以德法两国间的斗争为甚。占领鲁尔是其中具有代表性的事件。到了20年代中期，欧洲大陆的秩序开始得到重建，欧洲国家也由此进入繁荣时期。道威斯计划与《洛迦诺公约》是这一时期具有代表性的两项外交成就。国际联盟也在这时迎来了黄金时代。而后各国又在寻求实现持久和平方面进一步做出努力并取得一定进展，其中包括西方大国于1928年签订的《非战公约》以及1930年通过的杨格计划。
但到了30年代初，凡尔赛体系开始受到经济与政治两方面的冲击。1929年10月自美国兴起的大萧条，一方面重创了各国经济，打破各国此前在赔款及战债问题上所做出的安排，另一方面加速了纳粹党的崛起。1931年，陷于经济危机之中的日本在中国东北引起了九一八事變。虽然国联试图通过调解的方式处理这场危机，但调解最终仍是以失败收场。九一八事變一方面瓦解了华盛顿会议对于远东秩序的安排，另一方面使国联的威信受到了重创。而1932年开始的世界裁军大会最终也以失败收场。协约国没有执行其在《凡尔赛条约》中所许诺的裁军。德国也由此得到了重整军备的借口。
纳粹党的掌权导致欧洲大陆的外交格局发生剧变。德国在希特勒上台后冲破《凡尔赛条约》的限制重整军备，并违背《洛迦诺公约》中莱茵兰重军事化的规定。意大利也在此时侵占了阿比西尼亚。这几个事件给凡尔赛体系带来了较大的伤害。而此时，世界其他地区的时局也在发生变化。特别是远东，中日之间的战争于1937年全面爆发。而欧洲此时也在一步步走向战争。1937年，由德日意三国组成的轴心国集团初步形成。德国也在1938年完成了德奥合并，并占领了处在德捷边境附近的苏台德区。尽管英法等国试图通过绥靖政策来阻止全面战争的爆发，但这并没有使德国停下侵略的脚步。1939年，德国在与苏联签订互不侵犯条约后不久，发起了对波兰的进攻，第二次世界大战全面爆发。凡尔赛体系至此彻底终结。

## 建立

### 十四點和平原則

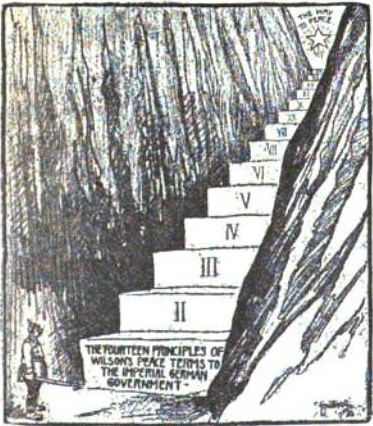
1918年的一则政治漫画“威尔逊的十四点和平原则是德国的和平之路”

1917年4月，美国在德国宣布实行無限制潛艇戰后不久对德宣战。当时的总统伍德罗·威尔逊认为这场战争的目的不应只是维护美国在海上的利益，更应实现的是“公正而有保障的和平局面”，而不是“新的势力均衡”。为了实现这个目的，威尔逊召集了150余位地理学、历史学以及政治学方面的专家研究美国与其盟国应实行何种政策。:470十四点和平原则正是基于这个专家团所制作的2000余份研究报告以及1200余份地图制定的。
翌年1月8日，威尔逊在向国会致辞时正式阐述了旨在实现持久和平的十四点和平原则。其内容可大致分为以下三个方面:225－227：
1. 外交上：各国确保和平条约的缔结及其他外交活动必须公开进行，保障平时与战时的公海自由航行，裁减军备，尽可能消除贸易壁垒，对于殖民地在考虑到相关居民利益基础上重新进行公正的分配（第一点至第五点）；
2. 领土问题上：同盟国从俄国及比利时撤军，德国将阿尔萨斯-洛林等占领地归还法国，基于民族自决原则重新划定意大利、奥匈帝国与奥斯曼帝国的领土，保证达达尼尔海峡的永久自由通行，确保巴尔干诸国以及波兰的独立（第六点至第十三点）；
3. 建立保障大小国政治独立及领土完整的国际联盟（第十四点）。

十四点和平原则后来成为协约国与同盟国和谈及《凡尔赛条约》的基础。:16–20法国与意大利于1918年11月1日接受了这十四点原则。英国随后接受了除自由通航外的所有原则，并建议附加赔偿条款。:16–20:384这十四点原则同时也译为多种语言，通过协约国的宣传机器传送至前线阵地，促使同盟国尽早停战并接受以十四点原则为基础进行和谈。:4711918年11月11日，协约国接受了德国的要求簽订停战协定。持续了四年零三个多月的第一次世界大战随即告终。:1

### 条约体系的初步建立

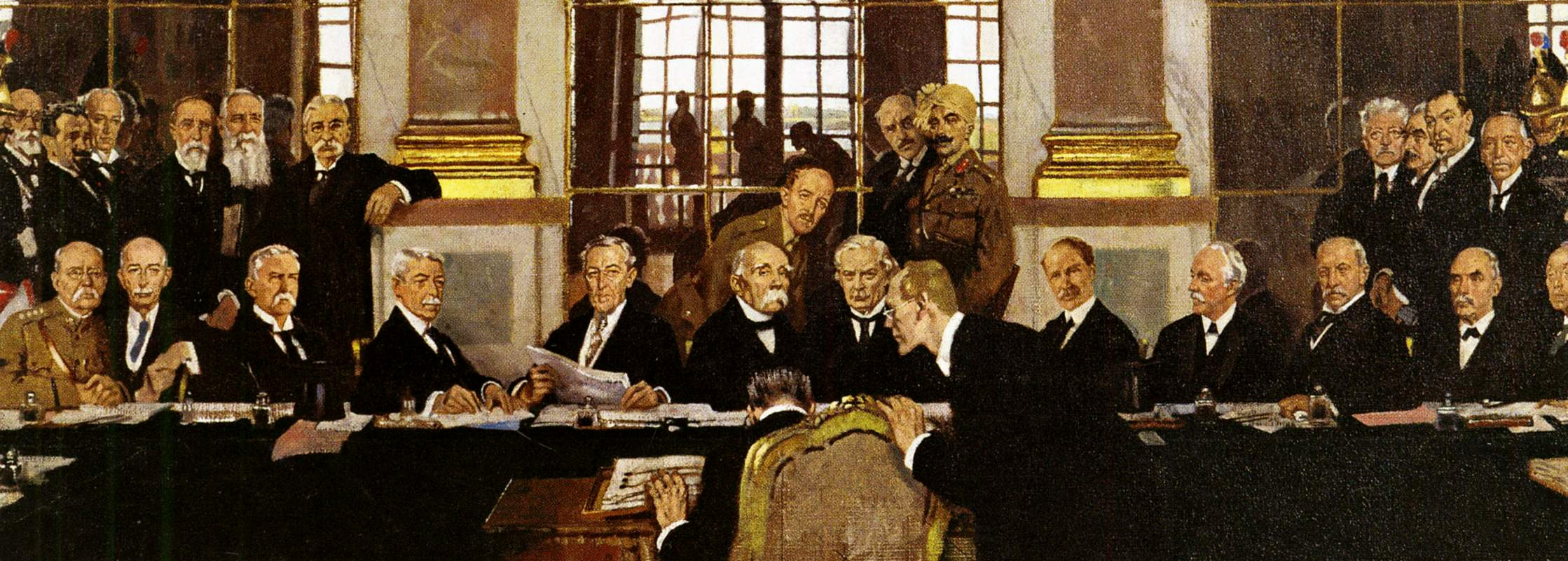
德国代表在凡尔赛宫镜厅中签订和约时的场景

1919年1月18日，来自27个国家的代表齐聚巴黎召开巴黎和会。各个国家的代表在会议中权力依在战争中的角色各有不同，其中美英法意“四巨头”是此次会议的主导力量。会议的主要议题是对于战败国（特别是德国）的处置以及筹建国际联盟。巴黎和会最终于1920年1月21日闭幕。:363
本次会议中拟定的和约，虽然战败国能对其提出书面意见，但整体而言是由战胜国强加于战败国的，并不是平等谈判而得，其所达成的是所谓“强制的和平”。最终签订的一系列条约也与十四点和平原则多有出入，比如《圣日耳曼条约》中禁止德奥合并这一条款即违背了民族自决原则。而《凡尔赛条约》中将德国在山东特权转交给日本的条款，侵犯了战胜国中国的利益，导致中国代表没有在该条约上签字。对于土耳其过于严苛的《色佛尔条约》最终也并没有带来近东地区的和平。以上述两点为代表的不合理条款导致这些条约产生了遗留问题。:2－3, 14:919

#### 对于德国的处置

德国领土变更
国际联盟管辖地
根据条约、公投或国联要求转移予邻国
条约签署后德国领土

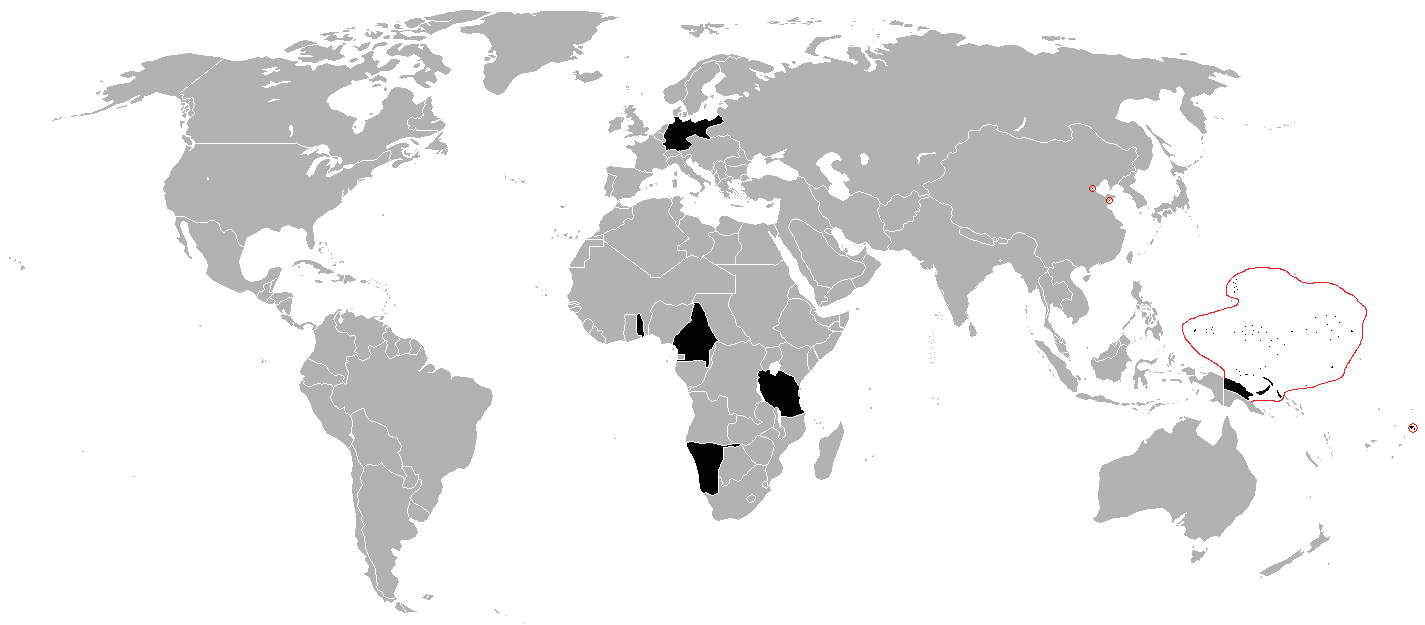
德意志帝国本土及其海外殖民地

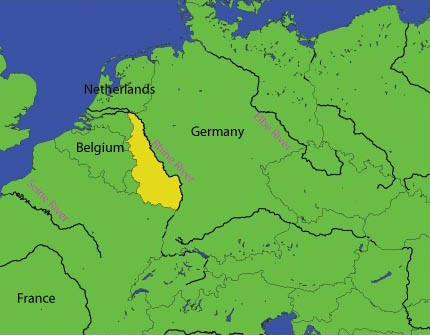
莱茵兰所在位置

1919年6月28日，协约国一方大多数国家与德国签订了《凡尔赛条约》。:1:23条约正文共分为10部分440条，主要内容包括国际联盟的盟约以及对于德国的处置。国际联盟盟约将在下文另行叙述。条约中对于德国的处置可主要分为以下五个方面：
首先是领土的变化。德国向法国、波兰、丹麦、比利时及捷克斯洛伐克等邻国让出阿尔萨斯-洛林、波兹南省及西普鲁士省大部、石勒苏益格-荷尔斯泰因省北部及部分的上西里西亚等等地区。此外，将萨尔地区以及但泽地区交由之后成立的国际联盟管辖。其中萨尔区由国际联盟管辖15年，之后归属由全民公投结果决定。而但泽则成为与波兰有条约关系的自由城市。德国在欧洲总共丧失了2.5万余平方英里的土地以及700余万人口。:3－6
其次，德国战前在海外所拥有的殖民地悉数交由国际联盟托管。这些国际联盟托管地视开化程度不同分为两类。第一类（即第二等托管地）主要指德国在西非及中非等地拥有的殖民地。受委任统治国在保证当地宗教自由及维护社会秩序前提下对当地负行政之责，且需保证国联会员国在当地的贸易自由。第二类（即第三等托管地）则指德国所拥有的西南非洲及在太平洋上拥有的岛屿属地。受委任统治国可在这些地区全面管制。此外，德国战前在中国的胶澳租借地及在山东其他特权则转交给日本。:13－14, 232－233
然后是对于战争罪责的认定。依条约的第231条，德国须对战争及战争所造成的损失负责:Article 231。依条约的第227条，德皇威廉二世对国际道义及条约神圣性的破坏负最高责任，协约国将向其当时所在地荷兰提出引渡要求，对其进行审判:Article 227。此外，依条约的第228条至第230条，德国需承认协约国对“从事违反战争法及惯例行为的个人”有起诉的权利，应向协约国移交涉事的所有人员并承诺提供所有文件及各种信息，而相关人员可以指定自己的律师:Article 228－230。:36－38
之后是对德国裁军及非军事化的要求，將德国陆军兵力限制在10万人之内，海军只能拥有战列舰、巡洋舰及驱逐舰各6艘，并不得拥有潜水艇、军用飞机及重炮，不得修建防御工事，而且战争物资的生产也受到严格的控制。同时，莱茵兰地区将永久非军事化。德国虽仍拥有对该地区的民政的管理权，但协约国军队将占领该地15年，且可以“为确保给养、安全和必需品供应等需要”发布具有法律效力的公告。:38－39
最后是有关赔偿的问题。虽然条约的第231条规定德国须对战争及战争所造成的损失负责，但条约本身并没有给定具体的赔款数额。具体数额将由协约国委任的赔款委员会于1921年5月1日前决定:Article 233。在此之前，德国“为使协约国能够立即进行工业及经济重建”需以任何形式（包括黄金、大宗货品、船只以及证券等形式）先行赔付等价于200亿马克的款项:Article 235。:41-42
《凡尔赛条约》以其对于德国要求之苛刻，在德国称为“强制的和平”。这不仅指条约本身严苛的条款，还包括其拟定及签订过程并没有遵守正常的社交礼节。首先除了递交草案及签订条约这两个场合，德国代表与协约国代表并没有进行面对面的谈判。其次，协约国虽允许德国对条约草案提交书面意见，但在收到修改后的条约正文后，协约国即出口威胁：如果在五天之内不签订条约就将重启战事。而在签订过程中，未允许德国代表与协约国代表一样坐在桌边，而是如同战犯一般押送到被告席签字画押。同时，条约条款并没有完全按照十四点和平原则制定，比如协约国完全剥夺了德国海外殖民地，以及在中国代表提出反对的情况下，将胶澳租借地转交于日本。:2-3, 14:919

#### 对于其他同盟国的处置

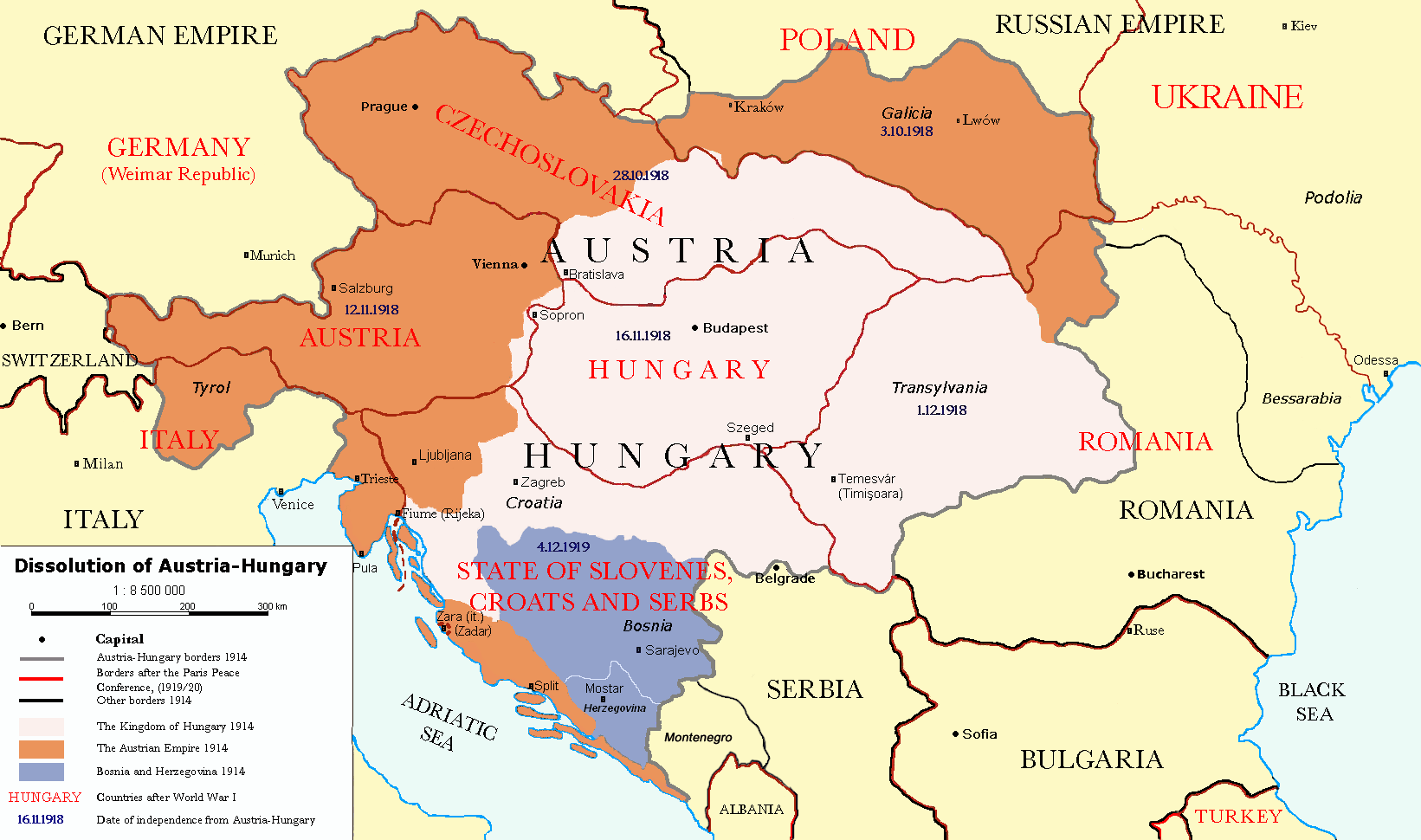
奥匈帝国解体情况，黑色与灰色实线为1914年时的国境线，红色实线则为1920年时的国境线。
1914年时的内莱塔尼亚
1914年时的外莱塔尼亚
1914年时的波黑地区

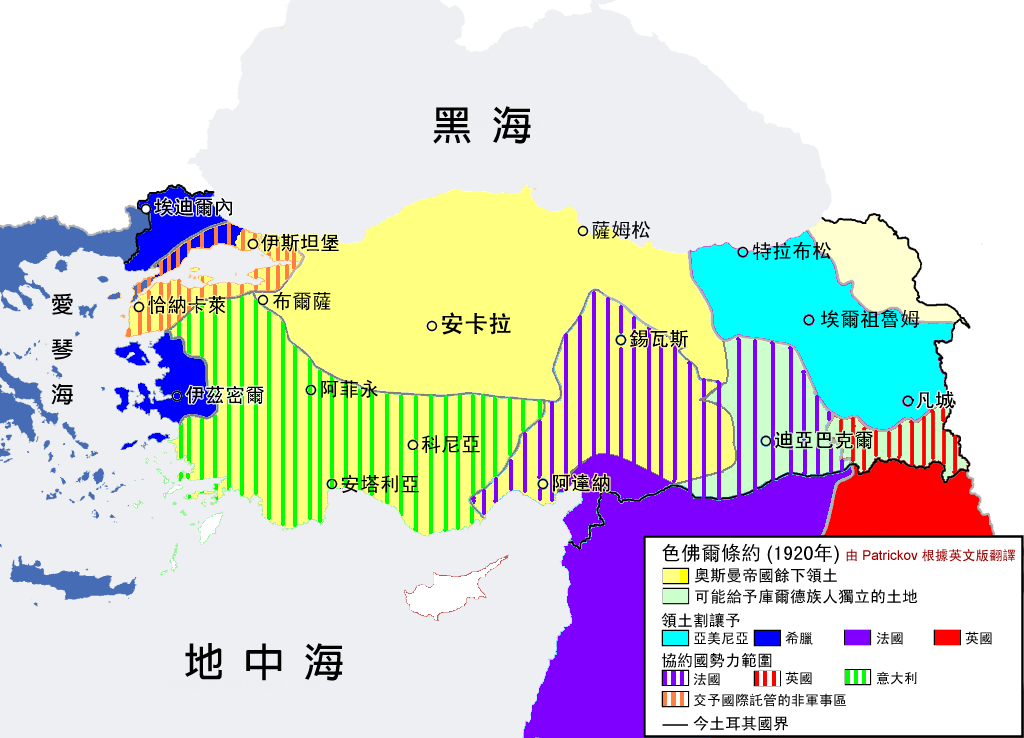
协约国依据《色佛尔条约》对于土耳其的瓜分

协约国对奥地利、保加利亚、匈牙利以及奥斯曼帝国的和约则分别于1919年9月10日、1919年11月27日、1920年6月2日以及1920年8月10日签订。:1:320
第一次世界大战后，奥匈帝国解体。内莱塔尼亚中的波希米亚、摩拉维亚以及斯洛文尼亚等地在《圣日耳曼条约》签订时均已事实独立。《圣日耳曼条约》对于这些既成事实进行了确认。条约还要求奥地利将的里亚斯特及南蒂罗尔等地让予意大利。除了领土方面的要求外，《圣日耳曼条约》还禁止奥地利与德国合并，并且对奥地利提出了裁军以及追究战争罪责等要求，而且还设立了赔款委员会。不过由于奥地利当时濒于崩溃的经济的经济状况，以及防止当时奥地利国内与德国合并运动发展到不可收拾的地步，协约国并没有认真执行条约中除领土变化以外的条款。:536–540:6－7
奥匈帝国的另一个主体匈牙利则在帝国解体后发生了一系列动乱，而后又恢复了君主政体:3。《特里亚农条约》同样包含领土变化、裁军、制裁战争罪行等要求。在签订了《特里亚农条约》后，匈牙利失去了斯洛伐克、克罗地亚以及特兰西瓦尼亚等大片领土。:7
1913年，保加利亚曾于第二次巴尔干战争结束后与巴尔干半岛上其他国家签订了《布加勒斯特条约》。《纳伊条约》再度确认了上述条约的内容，并且向保加利亚提出给罗马尼亚与希腊再让出部分领土以及裁军等要求。在签订《纳伊条约》后，保加利亚失去了到爱琴海的出海口。而之后，原本从属于保加利亚的马其顿人在希腊以及南斯拉夫等国境内所发起的袭击则导致保加利亚与这些国家的关系严重恶化。:7－9
在签订《色佛尔条约》时，奥斯曼土耳其帝国已处于四分五裂的状态：其在阿拉伯地区庞大的领土此时已为英法等国占领，而小亚细亚半岛上的士麦那等地此时则在希腊等国的控制之下。《色佛尔条约》首先将土耳其在阿拉伯地区的诸行省化为国际联盟的“第一等托管地”，要求委任统治者向这些地区“提供行政指导和帮助，直到其足以自立”，而后又对土耳其在小亚细亚半岛上的领土进行了瓜分，同时还对土耳其提出了裁军以及恢复治外法权等要求。在《色佛尔条约》拟定及最后签订的过程中，土耳其各地的民族主义者即已起义，而后又发展为土耳其独立战争。这最终导致《色佛尔条约》由后来相对平等的《洛桑条约》取代。:9－14, 232

#### 国际联盟与国际劳工组织的建立

国际联盟的半官方旗帜

上述条约除对同盟国的处置之外，还有另一重要部分，即有关组建国际联盟的《国际联盟盟约》:Part I:Part I:Part I:Part I:Part I。国际联盟的设立源于威尔逊所提出的十四点和平原则。这一联盟旨在实现世界的持久和平，对其成员国提出了裁减军备、尊重并维持各会员国的领土完整与政治独立、集体应对某一成员国所面临的战争威胁及维护国际和平所依赖的良好谅解的氛围等要求，并设立了仲裁成员国间争端的机制，此外对于不顾盟约要求从事战争行为的成员国还有断绝各种商业及财政往来等处理措施。除了上述内容外，国际联盟盟约还划定了上文提及的三个等级的托管地并规定了对应委任统治国的权利及义务。:3, 228－229而国际劳工组织的设立也源于上述条约:3。这些条约还对保障工人权益方面做出了规定。:Part XIII:Part XIII:Part XIII:Part XII:Part XII

#### 遗留问题
上述条约所遗留下的一个重要问题就是没有为近东地区带来和平。如前所述，在《色佛尔条约》签订时，土耳其各地的民族主义者即已发起反抗运动，进而引起了土耳其独立战争。这导致《色佛尔条约》中的条款未能真正执行。而希腊国王亚历山大一世的意外身亡则彻底地消除了强制执行条约的可能性。亲德的康斯坦丁一世的复位令协约国纷纷终止对于希腊的支持，而土耳其则在战场上屡屡获得胜利。这一切令协议国一方重启了与土耳其的和平谈判，并最终于1923年产生了相对平等的《洛桑条约》。该条约正式确立了土耳其新政府的合法地位，划定了现代土耳其的领土，并废除了《色佛尔条约》中有关惩罚、赔偿以及裁军等方面的条款。次年，土耳其正式废除了哈里发制度，奥斯曼帝国至此彻底终结。:9－12:5–6

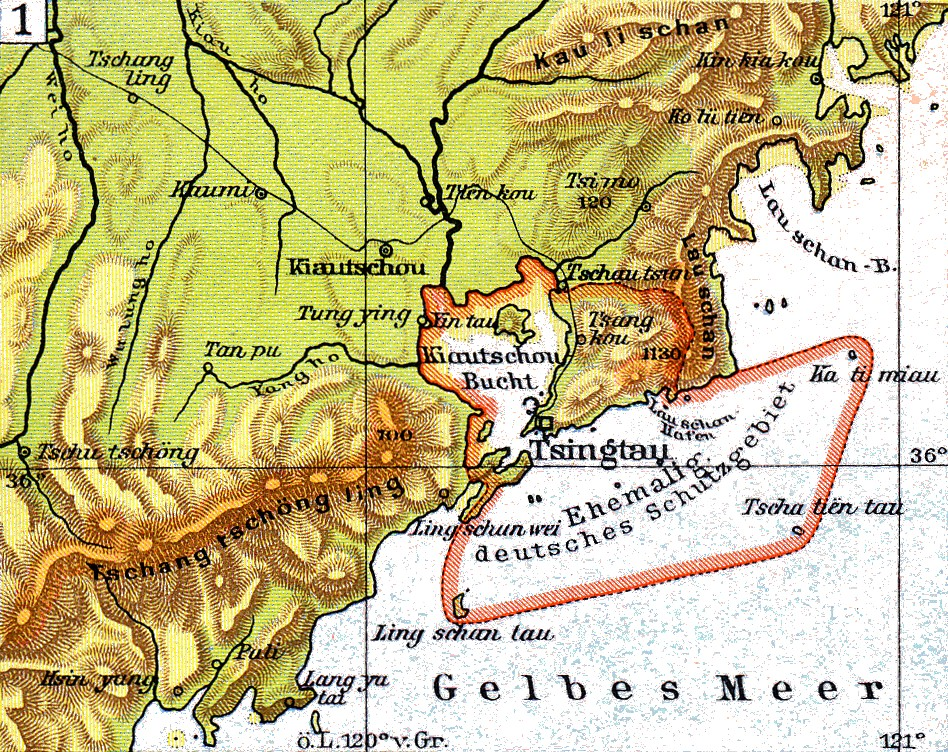
胶澳租借地的范围

而上述条约遗留下来的另一问题就是山东问题。该问题可追溯至德国政府与清政府于1898年订立的《胶澳租借条约》。德国借此设立了胶澳租借地，并获取了在山东省的一系列特权。:1121914年，日本在其盟国英国要求下加入对德作战，并于同年11月7日攻克青岛，而后又于11月11日向中国北洋政府提出“二十一条”，要求中国政府承认日本对于德国在山东特权的继承，并提出了租借旅顺、大连等更进一步的特权要求。中国国内拒不接受“二十一条”，而由于其同时影响到其他列强在华特权，美英等国对其也表示反对，特别是其中有关中国中央政府聘用日本顾问、与日合办部分地区警察、采办日本军械的第五号。而后中日两国进行了一系列交涉，并在日本提出最后通牒后于1915年5月25日签订《日华条约》、《关于胶州湾租借地的换文》以及《关于福建省的换文》:1216－1237。其中撤销了“二十一条”中有争议的第五号内容。在巴黎和会上，日本再次重申了对于继承德国在山东特权以及获取战时所占领的原属德国的北太平洋上群岛的要求。美英法等国在日本表明强硬立场后接受了其要求，并将其写入《凡尔赛条约》。这一点导致中国代表最终没有在条约上签字，从而产生了山东问题。:14－16:500－509

### 华盛顿会议

华盛顿会议会场

由于英法等国在战后实力衰退，同时俄德两国在远东地区的海军也在一战中遭到毁灭，日本在远东的势力相较战前进一步扩大。这一点引起了美国国内的不安。同时日英盟约也于1921年7月12日到期。美国政府遂于1921年下半年向英日法意等大国，中荷葡等在太平洋上有领土利益的国家以及比利时发出邀请，“参加一个关于限制军备的会议”，并讨论“与此有关的太平洋及远东问题”。由上述九国参与的华盛顿会议于1921年11月12日召开。:14－16:500－509
本次会议通过的一个重要条约是由美英日法四国于1921年12月13日签订的《关于太平洋区域岛屿属地和领地的条约》，即《四国协定》。该条约要求签约国尊重彼此在太平洋上岛屿属地的权利，并以共同磋商的形式解决四国在相关问题上的争论。这一条约标志着日英同盟正式解体。:14－16:500－509
第二个重要条约是美英日法意五国于1922年2月6日签订的《华盛顿海军条约》。该条约将美英日法意五国的主力舰吨位比例规定为5:5:3:1.67:1.67，并要求签约国维持各国在太平洋上指定区域中防御工事和海军基地现状。:14－16:500－509
第三个重要条约是与会所有国家于1922年2月6日所签署的《九国公约》。该条约要求簽约国维持中国独立与完整，“不得因中国现状，乘机谋取特别权利，损害友邦国民权利”，维持各国在中国获取商业、工业权益的机会均等。此外，中日两国于同年2月4日签署了《中日解决山东悬案条约》及其附约。其要求日本将胶澳租借地及相关公产归还中国，并撤回在该地驻军。:14－16:500－509
华盛顿会议所签订的一系列条约一定程度上恢复了战前太平洋上的势力均衡，暂时限制了日本对于中国的完整以及太平洋上其他国家海军势力的威胁，虽然激化了美日两国此时已存在的矛盾，但在之后的近十年内维持了远东地区的稳定局势。:14－16:500－509

## 维系

### 战后初期的欧洲

#### 法国
法国自17世纪至18世纪是欧洲军事强国之一，直至拿破仑战争之后依然如此。这使法国人一直对于自身力量具有一定的自信。而普法战争后，随着德国完成统一，其资源、工业实力以及军事能力已超越法国。这使得法国直至一战后对德国的力量仍有忌惮。在一战结束后不久，法国曾一度希望获得莱茵河左岸及河上桥梁的控制权作为其“天然屏障”。其盟国拒绝了其要求，但作为交换条件，法国得到以下补偿：一是莱茵兰地区由协约国军队占领15年且永久非军事化，二是英美保证当德国对法国进行挑衅以至侵略时，两国会立即对法国进行援助。但由于美国国会未批准《凡尔赛条约》，第二条承诺近乎成为了一纸空文。之后，英国虽再次向法国提出援助保证，但由于法国寻求签订一个正式军事协定，而英国并没有太大的意愿去实现这一承诺，此事只得再度作罢。因此，法国不得不在寻求安全保障方面另觅他途。:19－21, 23
法国所做的第一项努力就是寻求加强《国际联盟盟约》中有关尊重并维持各成员国的领土完整与政治独立以及对进行侵略的的成员国采取制裁的条款，即盟约中的第十条与第十六条，的效力。法国曾提议建立一支国际军队，但遭到英美两国的拒绝，而美国对于盟约的否决也造成其中有关财政经济封锁的条款的效力大大削减。在1920年12月召开的首届国联大会上，盟约的第十条与第十六条受到了质疑。而在之后于1923年提出的决议中，第十条的实际执行条件也受到了严格限制。:21－23
法国所做的另一项努力是构建包围德国的联盟体系。在西部，法国与比利时于1920年9月签订盟约。而在东部，法国则与当时新近重建的波兰及由捷克斯洛伐克、罗马尼亚和南斯拉夫组成的“小协约国”签订盟约，支持各自的利益诉求，以维系凡尔赛体系对于欧洲的安排。:23, 33－34

#### 波兰

波苏战争后波兰疆域

波兰在18世纪前曾是欧洲强国之一，而随着18世纪后半期俄普奥三分波兰，其于18世纪90年代沦亡。随着一战结束，曾分属三国的部分再度统一成为独立的波兰。由于分属不同国家已长达一个多世纪，波兰内部存在一定的分歧。比如内部族群纷争导致的东加利西亚问题:26。与此同时，波兰与其四周的邻国也都存在领土争议。:23－24
在西南部，波兰与捷克斯洛伐克对于原属西里西亚的一小块地区存在争端。两国曾因这块地区引发战争，但在英法两国调解下，战事并未扩大。而后两国最终在法国施压下达成妥协，但争议并未就此完全停息。在东部，波兰则与苏俄存在领土争议。1920年初，波兰领导人约瑟夫·毕苏斯基元帅率军入侵乌克兰。在战事几经反复后，两军最终在协约国划定的寇松线以东150英里停战。在1921年签订的《里加和约》中，波苏两国以此前的停火线作为边界，波兰得到部分的乌克兰与白俄罗斯。在北部，波兰则与立陶宛就维尔纽斯归属存在争端。1918年，立陶宛复国时宣布维尔纽斯为其首都。波苏战争期间，波兰采取突袭的方式占领了维尔纽斯。随后两国在国际联盟的指导下就该地归属进行了长期谈判。随着立陶宛占领了当时由协约国所占据的梅梅尔，协约国一方的立场转向波兰，正式承认维尔纽斯归其所有。此外，波兰与德国因波兰境内德意志人的待遇、波兰走廊及但泽问题也存在摩擦。:24－28
波兰此时内部存在的矛盾以及与邻国的不睦使其在东欧处于较为孤立的地位。其与法国于1921年2月所订立的同盟条约以及军事协定令其多少摆脱了这一困境。虽然两国此时互有嫌隙，但在坚固的共同利益基础上，两国在重大的国际事务中都采取相同的立场。而法国也向波兰提供大量战略物资装备波兰军队。:28－30

#### 小协约国

小协约国

小协约国是指捷克斯洛伐克、罗马尼亚与南斯拉夫在战后形成的军事同盟。它们或独立自奥匈帝国，或自其中得到领土等利益。:30
捷克斯洛伐克是捷克与斯洛伐克这两个民族历史不完全相同的国家在战后联合而成的国家。其中捷克人受到德意志很大影响，较斯洛伐克人而言教育程度较高也较为富裕。这导致这个国家的军官、公务员和教师多为捷克人。这一点引发了两个族群间的矛盾。而在与德国交界地区仍住着300余万德意志人。尽管昔日奥匈帝国大部分工业力量都聚集于这个地区，捷克斯洛伐克也拥有强大的军事工业，但危险的地缘形势以及内部复杂的民族关系导致这个国家在面对德国与匈牙利时仍显得相对脆弱。:30－31
罗马尼亚在战后自匈牙利获得了大部分的特兰西瓦尼亚，并从俄国获得了比萨拉比亚，领土面积与人口较战前增长了一倍左右。虽然罗马尼亚内部的民族问题并不像捷克斯洛伐克那样尖锐，并且其拥有丰富的石油资源和丰厚的小麦产量，但罗马尼亚当时的腐败的政府与较为脆弱的军队仍令其难以面对来自匈牙利的威胁。:31－32
南斯拉夫所面临的问题相较上述两国而言更为复杂。首先是内部族群的问题。尽管塞尔维亚人在这个国家占据主导地位，但其政治和文化程度不及曾处于奥地利与匈牙利统治下的斯洛文尼亚人与克罗地亚人。由此导致的摩擦给这个新建国家的运作制造了许多阻碍。其次南斯拉夫虽然当时拥有丰富的矿产资源，但经济仍主要依靠农业。再者，尽管南斯拉夫所面对的来自匈牙利的威胁不及另外两国，但其仍需面对来自意大利的敌视。:32－33
这样三个面对着内忧外患的国家在1920年至1921年间两两达成联盟条约，形成了“小协约国”。法国则在这个集团形成之初就与其达成一系列军事协定，对其提供战争物资，而后又与其签订了政治条约。小协约国在国际事务上与法国站在同一阵线，而法国则支持小协约国整体防范匈牙利等对这三个国家存在威胁的国家，以维系凡尔赛体系对于欧洲的安排。:33－34

#### 德国
随着德国在一战末期败局已定，1918年10月底基尔港和威廉港发生水兵哗变，而后引起了德国十一月革命。同年11月9日上午，当时的帝国宰相马克西米连·冯·巴登宣布德皇逊位并把权力移交给社会民主党主席弗里德里希·艾伯特。同日下午，艾伯特的同僚宣布共和国成立。次年2月，立宪会议在魏玛召开。新共和国的宪法也在那里通过。:19－22:296－309这个诞生于乱世的共和国一方面要面对的战后德国的贫穷与无秩序，另一方面则要面对《凡尔赛条约》中严苛的条款。这一条约不仅给德国的内政带来灾难，造成德国人民的心理阴影，还深切影响到德国战后初期的外交。:35－36:40－44

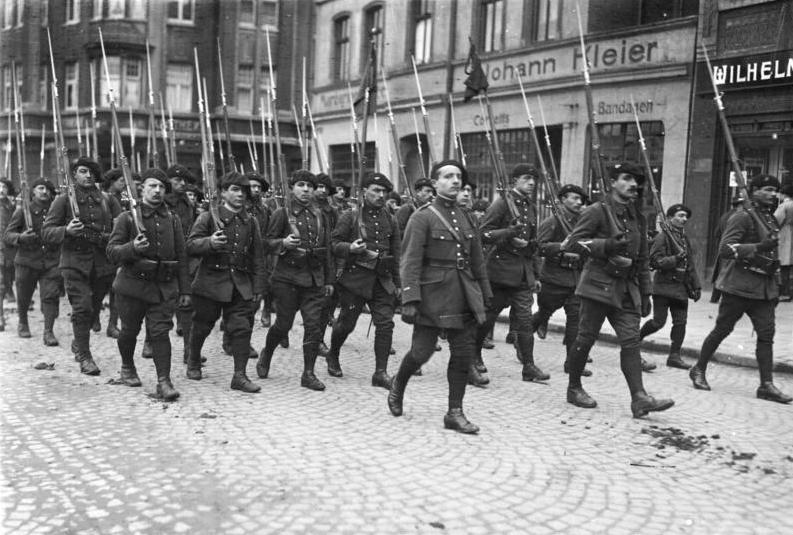
鲁尔区的一支法国占领军（摄于1923年）

虽然威廉二世因荷兰拒绝引渡而未受审讯，而原先由协约国拟定的战犯名单中只有6人定罪，但条约中将战争罪责全归于德国及其盟国的条款仍是引起了德国人的愤怒。而虽然英美与法国对于占领莱茵兰的态度有所不同，但还是在战后最初几年给这个地区带来一些变乱。赔偿条款给德国带来的影响则更大。:36－41
在赔款委员会正式决定赔款总额前，由于德国与协约国之间分歧太大，因而双方未能就赔款总额达成协定。1921年3月，协约国以德国未能付清《凡尔赛条约》中要求预先赔付的金额以及未能执行某些裁军条款为由占领了莱茵河右岸的三座城市。同年4月27日，赔款委员会确定德国赔款总额为1320亿马克。而由于协约国一方认识到德国此时没有能力支付这一庞大的金额，因而将德国的债务分为“A”、“B”及“C”三类。其中“C”类债务总额为800亿马克可以直到德国有能力后再做兑现。同时协约国拟定了一张支付时间表，要求德国每年偿付20亿马克，并上交当年出口总额的25%。协约国在将这份时间表交予德国时，同时下达了最后通牒：如果德国5月12日仍不接受，协约国则将占领德国冶金业重镇鲁尔区。5月11日，德国政府接受了协约国一方的赔款要求。:43
同年8月，德国按照时间表支付了10亿马克。但此时，德国通货危机愈演愈烈。仅1920年，马克对英镑的汇率就由20:1跌至250:1，到了1921年的夏天又下跌至1000:1，而后在1922年，马克的币值又进一步发生灾难性的下跌。而德国此时已无力购买其他货币来完成赔款任务。英国此时要求各国给予德国两年的缓冲期。但法国拒绝接受这一提议。1922年12月，德国未能完成以实物抵偿该年应付的赔款金额。尽管差额很小，赔款委员会仍是宣布德国违约。次年1月11日，法国、比利时两国军队开入鲁尔区。德国政府此时决定采取消极抵抗政策，禁止德国人与入侵者合作，并终止偿付赔款。但法国仍是努力地从占领区获取利益。:43－45
法比两国占领鲁尔区使德国经济完全陷入停顿，马克币值进一步极具下跌。到1923年年底，马克对英镑的汇率由该年年初的35,000:1跌至50,000,000:1。而此时马克币值暴跌的主因也由战争以及内乱导致的秩序混乱转变至德国政府主动实行的通货膨胀。他们期望通过无限制的印刷钞票来终止协约国对于赔款要求。恶性的通货膨胀直接导致了德国的中产阶级的破产，造成德意志人对犹太人仇恨日益加深，并引起他们对于民主的厌恶，为日后纳粹党的崛起埋下祸根。:46:27
德国的消极抵抗直到1923年9月施特雷澤曼内阁掌权后才告一段落。该年年底，美英法比意五国政府成立了一个专家委员会以考察如何使用经济手段令德国的财政系统复归正常。查尔斯·道威斯任该委员会主席。由于占领鲁尔并没有令法国摆脱财政危机的威胁，并且导致英法两国关系走向破裂，一贯对德强硬的普恩加莱内阁于1924年5月倒台。:46－47:27－29

#### 奥地利与匈牙利
与对德国的严苛的态度相比，协约国对于奥地利的态度则温和许多。这从一定程度上是为了使这个尚未有民族意识且内部发展相当不均衡的新生国家放弃与德国合并。鉴于奥地利糟糕的财政情况，协约国邀请中立国合作组建“国际救济委员会”，奥地利的“赔款委员会”也放弃对于奥地利的所有资产和国家收入的管理权，使以上述资产作为担保的“救济债券”的发行成为可能。仅1919年至1921年间，奥地利政府即以“救济债券”的形式得到相当于2500万英镑的现金。而在协约国提供这笔贷款之后，国际联盟的财政委员会制定了包含重建该国财政、稳定货币以及国际信贷救助等内容的计划。1922年10月，奥地利政府接受了该计划。依照该计划，奥地利仅需遵守《圣日耳曼条约》不与德国或其他国家合并。翌年春天，奥地利得到了相当于3000万英镑的国际贷款。这项贷款也为国联后来为其他欧洲国家提供贷款资助开创先例。:48－50
匈牙利虽然在一战后损失了一半左右的领土及人口，但却同时也没有同时期其他中东欧国家所面临的民族问题，财政状况也比奥地利好了许多。同时匈牙利也得到了类似于奥地利的财政援助。但卡尔一世几次复位的尝试以及匈牙利对于《特里亚农条约》条约的不满仍是引起了邻国的恐慌，并导致针对匈牙利的小协约国的形成。:50－52

#### 意大利

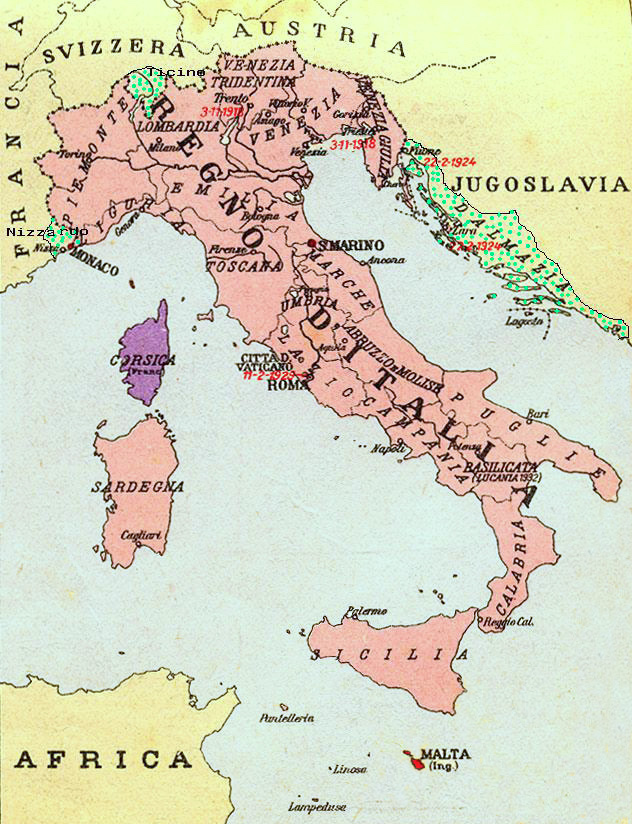
“尚未收复的意大利”

尽管是战胜国，意大利对于凡尔赛体系对欧洲的安排也存在不满，主要原因是协约国一方其他国家未能完全兑现其于1915年在《伦敦条约》中对意大利许诺的利益。而意大利所索取的一些利益有些也有违民族自决原则。这一点最终酿成意大利在战后与邻国间及战时盟国间的冲突。:52－54
首先是与南斯拉夫的冲突。意大利在《伦敦条约》中索取当时主要由德意志人居住的南蒂罗尔、的里雅斯特及其腹地以及达尔马提亚海岸。由于这一要求违背民族自决原则，威尔逊拒绝接受意大利这一要求。而后在巴黎和会上经过长时间的争吵。最终威尔逊在南蒂罗尔问题上让步，但仍然拒绝意大利对于其他地区的要求。而在和会仍在进行时，加布里埃尔·邓南遮率领了一支非正规军在意大利政府默许下于1919年9月占领了位于的里雅斯特腹地的阜姆。1920年初，协约国其他国家将意大利与南斯拉夫之间的冲突交由当事国自行解决。而在长时间的谈判后，两国于1924年达成协定，意大利正式得到了阜姆，而有关达尔马提亚海岸，意大利只得到了其中的扎拉港，除此之外的领土全部交给南斯拉夫。此外，两国在阿尔巴尼亚问题上也存在冲突。1913年，阿尔巴尼亚曾是一个独立的国家，但在战时陷入混乱。依据《伦敦条约》，意大利将得到其中的发罗拉港并负责领导阿尔巴尼亚的外交关系。在战争结束后，意大利几乎占领了阿尔巴尼亚全境。但阿尔巴尼亚人及南斯拉夫人都对意大利人的占领表示不满。意大利军队最终于1920年撤退，阿尔巴尼亚也复归独立。但是协约国仍承认意大利在阿尔巴尼亚的特权。这一点引起了南斯拉夫的愤怒与担忧。:54－55

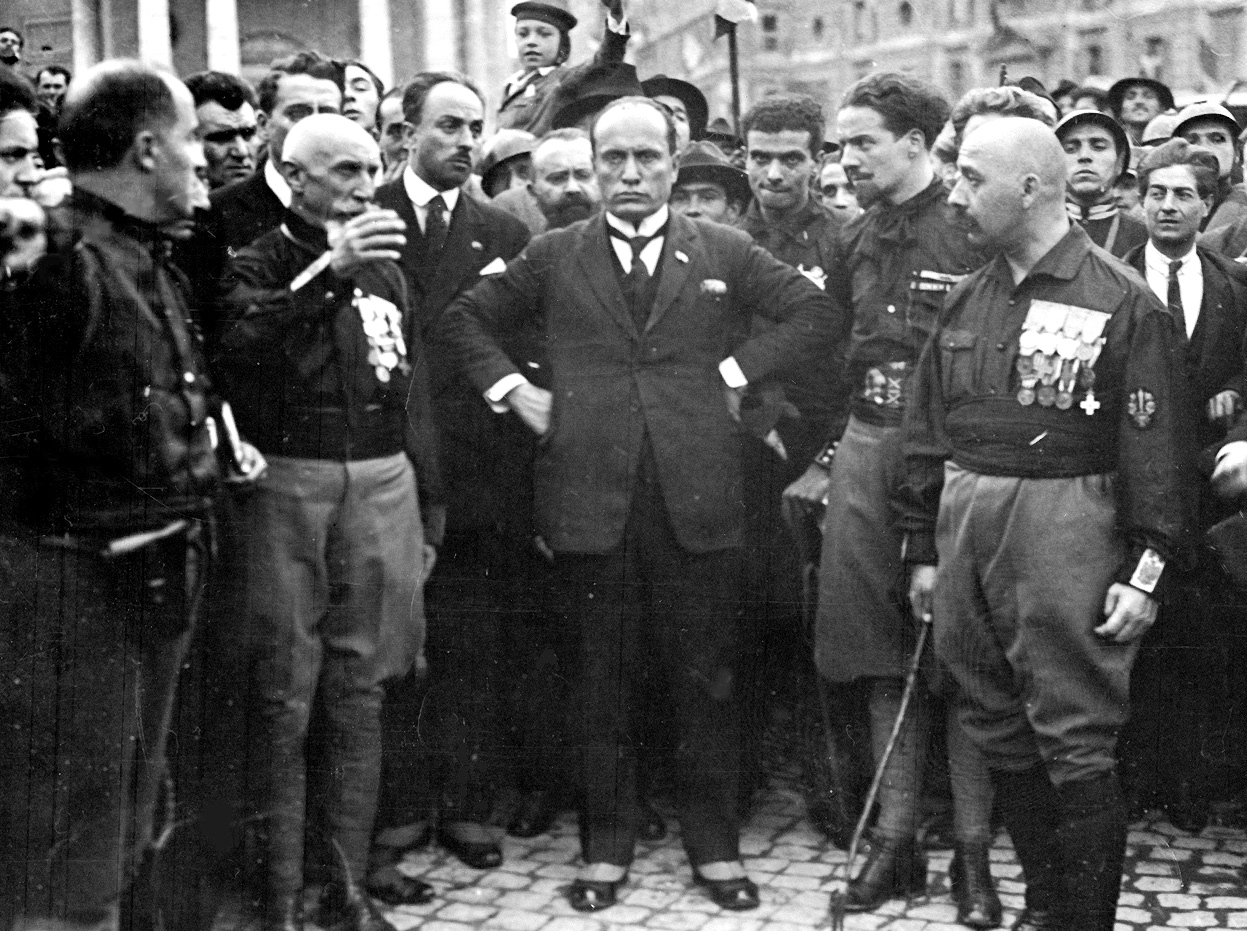
向罗马进军中的墨索里尼

协约国对前德属殖民地的分配也引起了意大利的不满。依据《伦敦条约》，当英法等国得到德国在非洲殖民地时，意大利也将获得相应补偿。1924年，英意两国达成协定，将原属肯尼亚的朱巴兰让予意属索马里。但意法两国却并没有达成类似协定。两国关系曾因法国在南斯拉夫问题上选择支持南斯拉夫而发生恶化，而这更是雪上加霜。:55－56
而在贝尼托·墨索里尼推翻意大利民主政权后，意大利开始采取更具侵略性的外交政策。在法西斯党掌权后不久，意大利即与希腊发生冲突。1923年8月，希腊暴徒打死了希腊-阿尔巴尼亚边界委员会中的意大利代表。意大利随即炮轰科孚岛，打死几名平民，并占领该岛。随后意大利又向希腊索取赔偿。希腊由于此时已经得不到协约国其他国家的支持，因而将这一问题诉诸国际联盟解决。最终的仲裁结果倾向于意大利。:56－57

#### 苏联
在十月革命后最初几年，苏俄与西方一直互相敌视，一方面是由于协约国在俄国内战期间对其进行的武装干涉，另一方面则是由于俄国革命者基于马克思主义理论对外进行的革命输出。苏俄在战后一方面通过共产国际资助各地革命者推翻当地的资本主义政府，一方面试图与西方国家建立正常的外交关系。:57－58
苏俄首先在邻国寻求突破。1920年，苏俄与脱离俄国的芬兰及波罗的海三国签署了和约，后又与土耳其、波斯及阿富汗等国于1921年初签订友好条约。西方国家此时尽管仍然拒绝与苏俄建立正式的外交关系，但也开始探寻与之进行贸易的可能性。1921年，英苏两国签订贸易协定，而后意大利也进行了效法。翌年，苏俄受邀出席热那亚会议。英国曾试图利用这一机会让苏俄与其他国家也能签订协定，但由于法比两国坚持以俄国战前债务作为谈判条件而只得作罢。:58－59

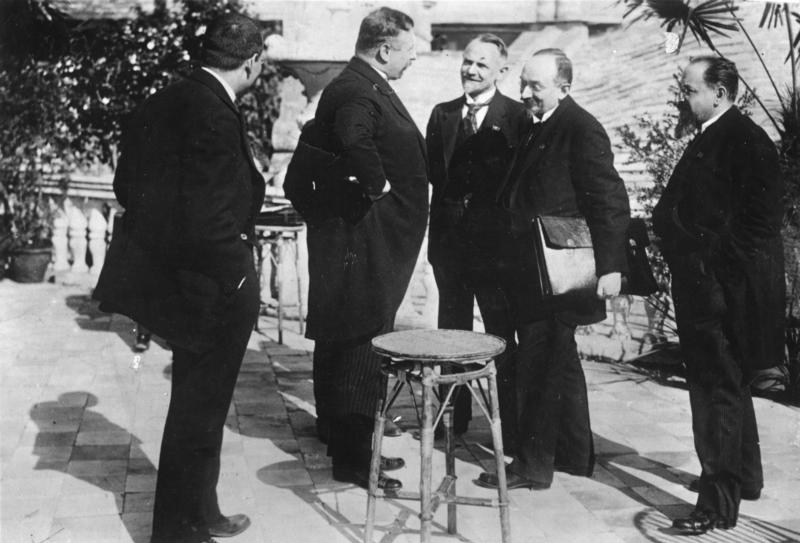
1922年4月，时任德国总理约瑟夫·维尔特与苏俄代表在热那亚附近的拉帕洛进行会晤。

而苏俄与西方国家外交的第一个突破是在热那亚会议不久后与德国签订的《拉帕洛条约》。苏俄由此首次得到大国的承认，而德国也试图借此突破凡尔赛体系对其的包围。两国借由此条约确立的友好关系持续了近10年。英苏关系此后由于英国国内政治局势变换而几经反复。但到了1924年底，苏联已经基本得到除美国外等大多数西方国家的承认。而在列宁逝世后，经过一系列政治斗争，苏联正式放弃托洛茨基的“不断革命论”，开始执行“一国建成社会主义”政策。苏联虽然仍未完全放弃“世界革命”，但也不再允许其干扰苏联和资本主义国家间的正常交往。而这也为苏联重回国际社会扫清了一定的障碍。:59－61

### 秩序重建

#### 道威斯计划

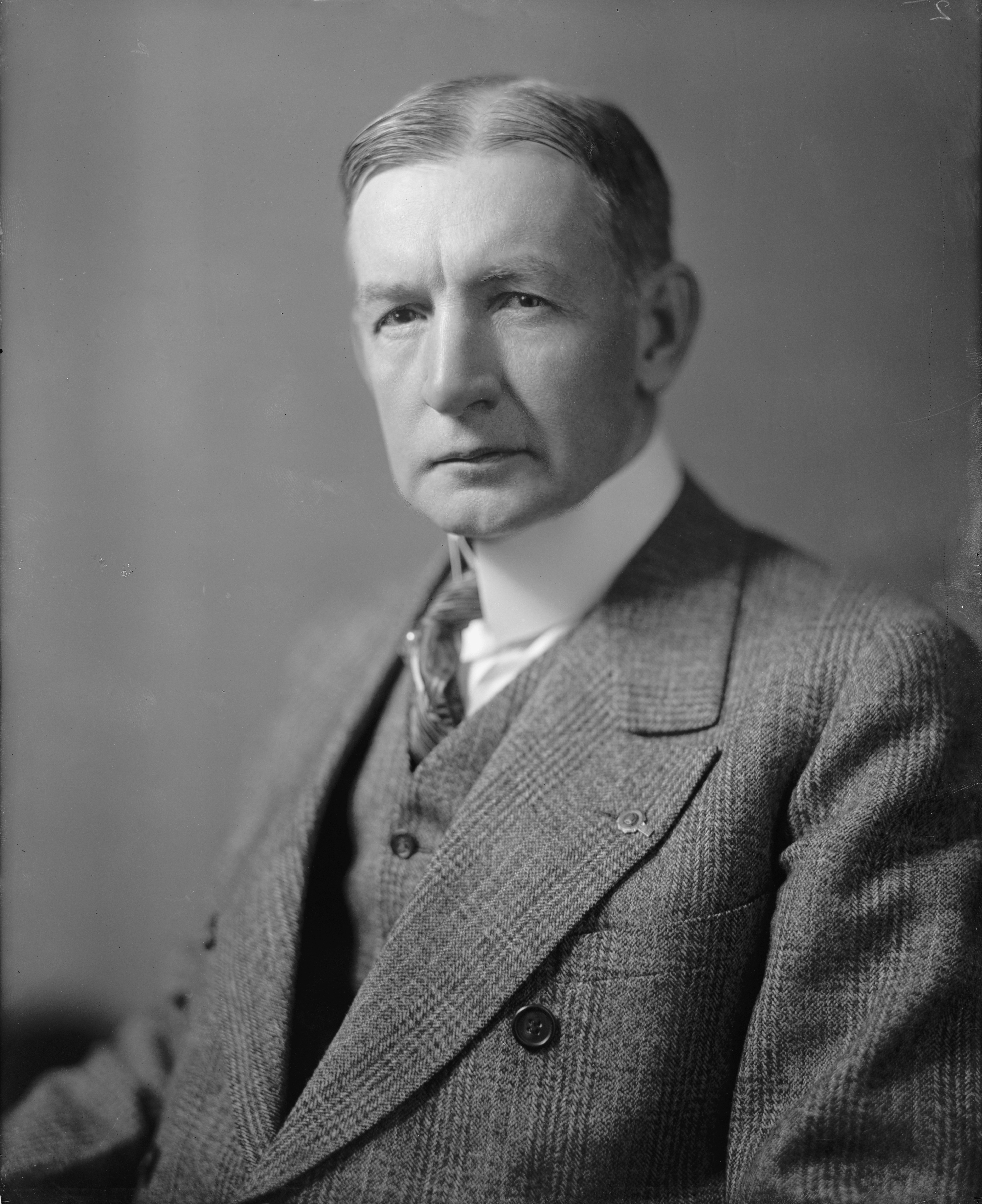
美國行政管理和預算局局長查尔斯·道威斯因对道威斯计划所做出的贡献而获得诺贝尔和平奖。

1924年4月，道威斯委员会向赔款委员会提交了报告书，在其中提出了德国赔款问题的解决方针，即道威斯计划。
首先解决的问题是德国的通货问题。1923年底，德国政府为遏制恶性的通货膨胀发行了新货币，地租马克。其与英镑的汇率为旧时的20:1。但这种货币由于没有黄金储备等作为支持，币值仍存在不稳定因素。道威斯委员会提出由独立于政府的银行发行一种币值与地租马克相等的新货币，国家马克。以新货币作为基础，道威斯委员会提出先行削减之后五年内德国赔付的金额：德国第一年需赔付10亿马克，而后逐年增加，到第五年开始每年赔付25亿马克。赔款以德国的国家铁路债券、工业投资债券、关税以及针对酒、糖及烟草的税收作为抵押。为确保计划能够顺利实施，赔款委员会将向货币发行银行董事会及铁路等相关税收的管理部门派去专员，同时设置赔款支付事务总管负责协调进行整个计划。此外，为使德国经济恢复活力，法比两国军队需撤出鲁尔区，而外国则向德国提供总值近8亿马克的启动性贷款作为其货币储备金并助其付清第一年应付款项。:65－66:28
1924年8月，在伦敦召开的一次会议上，各国正式接受了道威斯计划。此时，法比两国军队也撤出鲁尔区。同年10月，向德国提供的贷款正式发行，美国认购了其中一半以上的份额，英国则认购其中四分之一以上。:67
道威斯计划令德国短期内重获支付赔款的能力，令债权国得到一定的保障，同时撇清赔款问题中政治因素，使其转化为单纯的经济问题。但另一方面，由于没有设定明确的还款持续时间，在赔款总额上也没有再做声明，道威斯计划并没有使德国真正得到增加财政收入的动力，同时令德国经济过度依赖对外发行的公债及贷款，为后来大萧条中德国的崩溃埋下祸根。:67－68

#### 协约国间债务
协约国间债务是德国赔款问题以外另一个困扰欧洲秩序重建的问题。战时，英国借给包括俄国在内的欧洲大陆盟国大笔款项，同时其又欠了美国相当于其借出款项一半以上的债务。战后，美国是纯债权国，欧洲大陆上的协约国成员则大多是纯债务国，英国则既是债权国又是债务国。1922年，美国开始催逼欧洲国家还债。法国以其不能忍受在战败的德国支付赔款前还款为由拒绝偿债。而英国则于同年8月向欧洲各国发出照会，宣布将这些国家的债务削减至与英国对美国的欠债相等。同年，美国国会筹建美国战争债务委员会以协调还款事宜。:68－69
英国与美国于1922年12月达成协议，英国的债务将在之后的62年内连本带息付清。英国每年将偿付约3300万英镑。欧洲大陆国家则直到1926年签订债务协议。依照最终达成的协议，英美间债务削减了30%，英国与欧洲其他国家则削减了60%以上，意大利的债务更是削减了80%。:69－70
而在这之后，在国联主持下，希腊、保加利亚、爱沙尼亚等国发行了公债。这些公债主要由英美认购。欧洲大陆的赔款及债务问题在信贷基础上得到暂时的解决，欧洲也由此进入繁荣时期，这也进一步为欧洲大国间政治和解营造了良好的氛围。:70

#### 洛迦诺公约

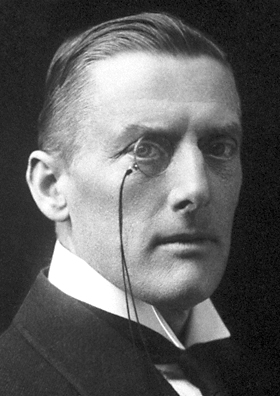
英國外交大臣奥斯丁·张伯伦因积极推动《洛迦诺公约》相关谈判而获得诺贝尔和平奖。

1922年，德国政府借由美国向法国政府提出谈判建议，签订一份缔约国包含法德美英比在内的公约，保证在一代人时间里缔约国各方不再以武力去反对他国。由于在提出此建议时，法国正以占领鲁尔要挟德国偿付赔款，因而此时这一方案对德国较为有利，法国也就断然拒绝了这一建议。而在之后的两年中，德国一直坚持不懈地向法国提出这一建议，最终仍是未果。:75
1924年，英法两国曾向国联大会提交一份协议草案，即《和平解决国际争端议定书》，通称《日内瓦议定书》。这份草案试图在国联盟约基础上对于各国采用武力解决争端再做限制，对于争端进行强制仲裁。不过由于该草案同时规定有关各国国内司法权限的争端可提交国际联盟进行解决，因而遭到英国自治领的反对。而英国国内也对强制仲裁存在反对之声。这份草案最终只得不了了之。:72－74
在道威斯计划通过后，英国认为与德国达成政治和解的时机已经成熟，开始积极斡旋德法两国进行和平谈判，其将作为保证国去保证德-法边界且两国互不侵犯。:75
相关谈判首先通过外交途径于1925夏开始。德国所提出的方案得到进一步的细化。德国与比利时之间的边境问题此时也纳入谈判进程中。两国边境将与德法边境一样得到保证。同时，德国也将保证不在非军事区设置军队及修筑工事。在相关条约签字后，德国也将加入国联并作为国联理事会常任理事国。意大利后来也作为保证国参与谈判。:75
但此时谈判仍面临两个问题。第一个问题是德国与捷克斯洛伐克及波兰的边境问题。尽管德国此时已经接受《凡尔赛条约》划定的西部边界线，但却并没有承认对边界线的其他规定。而英国也不愿在这些问题中做保证人。这一问题后来通过德国与波兰及捷克斯洛伐克分别签署仲裁条约，而法国与两国签订保证条约解决。第二个问题则来自德国与苏联签订的《拉帕洛条约》。德国此时担心会因国联盟约第16条而涉入西方国家对苏可能进行的军事制裁中。参与谈判的其他国家向德国发出照会对这一问题进行解释，虽国际联盟成员国有义务参与相关制裁，但只有在“符合本国军备情况以及照顾本国地理形势的范围内”才需要参与。也就是说对于此时已解除武装的德国也就不必考虑参与对苏联的军事制裁。:75－76:29
1925年10月，参与谈判国家的政府首脑齐聚瑞士洛迦诺就上述问题拟定并草签了协议。相关协议包括：
1. 德-法及德-比边界的保证条约
2. 德国作为一方，法、比、捷、波作为另一方的双边仲裁条约
3. 法国作为一方，捷克斯洛伐克与波兰作为另一方的互相保证条约

同年12月1日，相关国家在伦敦正式签署上述协议。而为安抚苏联，德国又于1926年与苏联签订《柏林条约》，重申《拉帕洛条约》的有效性。:76:29
《洛迦诺公约》使德法两国的安全需要在战后首次得到平衡，其与道威斯计划一道令德国重回西方大国的行列中。但另一方面，相关协议只对德国自愿承认的边界做出保证以及英国对于边界问题区别对待这两点却又隐含着：《凡尔赛条约》中非德国自愿接受条款缺乏相应的约束力，各国政府也有可能并不会去保卫与其直接利益无关的边界。正是由于存在这两点引申，《洛迦诺公约》为十年后的欧洲留下了隐患。:77:29

### 20世纪20年代的国际联盟

#### 国际联盟的发展
1924年，当时的英国首相拉姆齐·麦克唐纳与法国总理爱德华·赫里欧出席了该年的国联大会。在此之前，国联大会中的代表都不是其所属国负责外交政策的政府官员。此后，英国、法国以及后来的德国的外交部长都会出席每届大会中的某些会议以及各次理事会会议。其他欧洲国家也都进行效法。非欧洲国家则会派遣常驻欧洲各国的外交官或专职代表出席会议。这使国际联盟自20年代中后期至30年代初具有较高的威信。:78
1926年3月，国联召开特别大会，同时国联理事会召开常规会议，准备正式批准接纳德国为国联成员国以及国联理事会常任理事国。但整个过程并不顺利。在德国提出申请后，波兰及此时的非常任理事国西班牙和巴西也提出申请成为常任理事国。英法基于各自利益分别支持西班牙与波兰。由于德国基于《洛迦诺公约》反对再增设常任理事国席位使这一权力贬值，而西班牙与巴西的支持对其又至关重要。由于存在上述争议，德国的申请只得暂时搁置。1926年夏，经过进一步的谈判，国联理事会给出一个折衷方案，即将非常任理事国的席位由六个增至九个。其中三个国家如果在国联大会投票中得到2/3以上的支持，则可以在任期期满后连任，即成为“半常任理事国”。波兰与德国接受了这一方案。西班牙与巴西则拒绝接受，由于避免因阻碍德国申请通过而遭其憎恨，她们更进一步退出了国联。1926年9月，德国正式加入国联并成为国联理事会常任理事国。:78－82:29
德国的加入使国联摆脱了主要维护一战战胜国利益的不平衡状态，也进一步巩固了其力量。除苏联外，几乎所有的欧洲国家都是国联成员国。亚洲的日本、中国、暹罗、波斯及印度，非洲的南非联邦以及澳大利亚与新西兰也都参与了国联。但此时一些具有一定影响力的国家仍是缺席国联，如美洲的美国、阿根廷及巴西以及近东的土耳其。苏联官方对国联的态度则较为轻蔑。但随着苏联与法国、意大利以及德国等国家关系的改善，其也开始仿效美国与国联在经济、人道主义以及裁军活动中进行合作。:78－82

#### 国际联盟参与的调解
调解国家间矛盾是国联的主要工作。但国联即使在其全盛期也会遭遇掣肘。1926年，尼加拉瓜向国联申诉墨西哥干涉其内政，向其境内反对派提供支持。美国此时向该国派去舰队以保护美国在该地的利益。由于美国在美洲相关事务上长期遵循门罗主义，而国联在美洲的力量相对薄弱，国联也就没有干涉其中。由于英国在埃及独立后仍长期在该地拥有特权，而埃及直到30年代后期才加入国联，因而在相当长的一段里，国联并不把英埃两国间矛盾当作国际争端来进行处理。此外，国联也没有插手处理西方列强与中国间有关其在华特权的争端。尽管存在上述情况，国联仍是在其全盛期依靠其道义上的权威调解相当多争端，其中的一些更是可能引发战争。:82－86, 223－224
首先是土耳其与当时由英国委任统治的伊拉克之间就摩苏尔归属的争端。1924年秋，尽管当时仍不是国联成员，土耳其仍是出席该次国联理事会会议。该次会议组建了边界委员会以解决之前在《洛桑条约》中没有解决的土耳其与伊拉克的边界问题。这一问题中尤以摩苏尔的归属的问题最为尖锐。库尔德人、阿拉伯人及土耳其人在这块地区上混居。战后，这块地区一直由英国占领。正在边界委员会工作时，土耳其境内的库尔德人发动了叛乱。在土耳其人镇压叛乱后，大量库尔德人逃到了摩苏尔地区，并在该地区引起了较为严重的冲突。随着形势有走向战争的趋势，1925年初，国联理事会另派委员会调查这一地区的动乱。该委员会提交的报告中否定了土耳其的统治在。这份报告促使国联理事会决定将摩苏尔地区划给伊拉克。此时，土耳其撤出其在行政院的代表，并将这一事务提交常设国际法院解决。常设国际法院最终裁定国联理事会所做的决定具有约束性。土耳其政府最终接受了由边界委员会划定的边界，并于1926年6月与英国及伊拉克签订条约确认该边界。:83－84
其次是希腊与保加利亚因原属保加利亚马其顿人在希腊境内发动袭击而挑起的争端。1925年10月，希腊边境哨所的一名指挥官与一名士兵被杀。这一事件令两国间的紧张局势推向高潮。为实施报复，希腊军队侵入保加利亚境内。保加利亚随即依据国联盟约第11条将此事件诉诸国联。国联理事会立即召开会议，劝告希腊撤出军队，并要求英法意三国向该地派出军事观察团稳定当地局势。国联理事会最终裁定要求希腊自保加利亚撤军，并给予保加利亚一定的赔偿。希腊接受了这一裁决。不过由于这一事件与此前意大利与希腊之间发生的科孚岛事件类似，而裁决结果大相径庭，这一裁决的公正受到了一定质疑。:84
再次就是对于波兰与立陶宛之间关系的调和。在协约国承认波兰拥有维尔纽斯后，立陶宛断绝了与波兰的外交关系，并宣布两国处于战争状态。两国之间的边界冲突不断。1927年秋，立陶宛以波兰驱逐维尔纽斯中的立陶宛人为由依国联盟约第11条向国联提出申诉。同年12月10日，国联理事会召开会议。波兰与立陶宛的领导人出席了这次会议。最终立陶宛终止了与波兰的战争状态，并恢复了与其外交以及经贸往来。虽然国联没有促成两国最终和解，但还是使两国间长期较为紧张的关系相当程度上缓和下来。:84－85

#### 国际联盟的其他工作
在政治领域，除了调解国际争端之外，国联还会参与协调委任统治地与其委任统治国的关系。国联还在1920年至1935年间通过管理委员会成功管理萨尔区，并指导当地于1935年1月有关其归属而进行的公投。此外，国联还向但泽派出专员来保证该市宪法的权威，并参与协调解决但泽与波兰之间的纠纷。:87
国联下属的有来自多个国家的专家组成的财政和经济委员会促进了国际社会在经济领域的合作。由国联发行的各种公债也是在这个委员会的监督之下。此外，1920年于布鲁塞尔进行的有关战后财政金融重建的会议以及1927年在日内瓦进行的有关降低贸易壁垒的会议都是在国联的联系下召开的。:87－88
此外国联还参与协调第一次世界大战前即已开始的国际人道主义工作。为改善劳工条件而设立的国际劳工组织以及对国际争端进行裁决的常设国际法院的活动经费也是依靠国联预算。:88－89

### 反战运动

#### 国联的相关工作
在法德等国签订《洛迦诺公约》后，各国仍在进一步寻求实现对于和平的保证。而在《日内瓦议定书》胎死腹中后，仍有国家试图在国联框架内实现这一目标。1926年，芬兰代表团在该年的国联大会上提出建议，设立对受侵略成员国的援助机制。次年，随着裁军问题形势日益严峻，1927年，国联大会上又有重启《日内瓦议定书》的呼声。荷兰代表团更进一步建议国联大会研究如何在盟约中体现裁军、安全和仲裁的原则。为此国联大会请求设立仲裁和安全委员会以使各国接受国际裁军条约削减军备，同时令她们得到安全保证。:90－91
在国联大会1927年至1928年的休会期间，仲裁和安全委员会制定了十几种“模范条约”。与《日内瓦议定书》这样的全面协定不同，这些条约只适用于愿意通过仲裁解决纠纷的国家。而1928年的国联大会又在这些条约中挑选出三个最有希望的草案形成《和平解决国际争端总议定书》。尽管该议定书相对于1924年的《日内瓦议定书》而言灵活程度更高，但最后接受它的国家仍是寥寥无几。:91－92

#### 非战公约

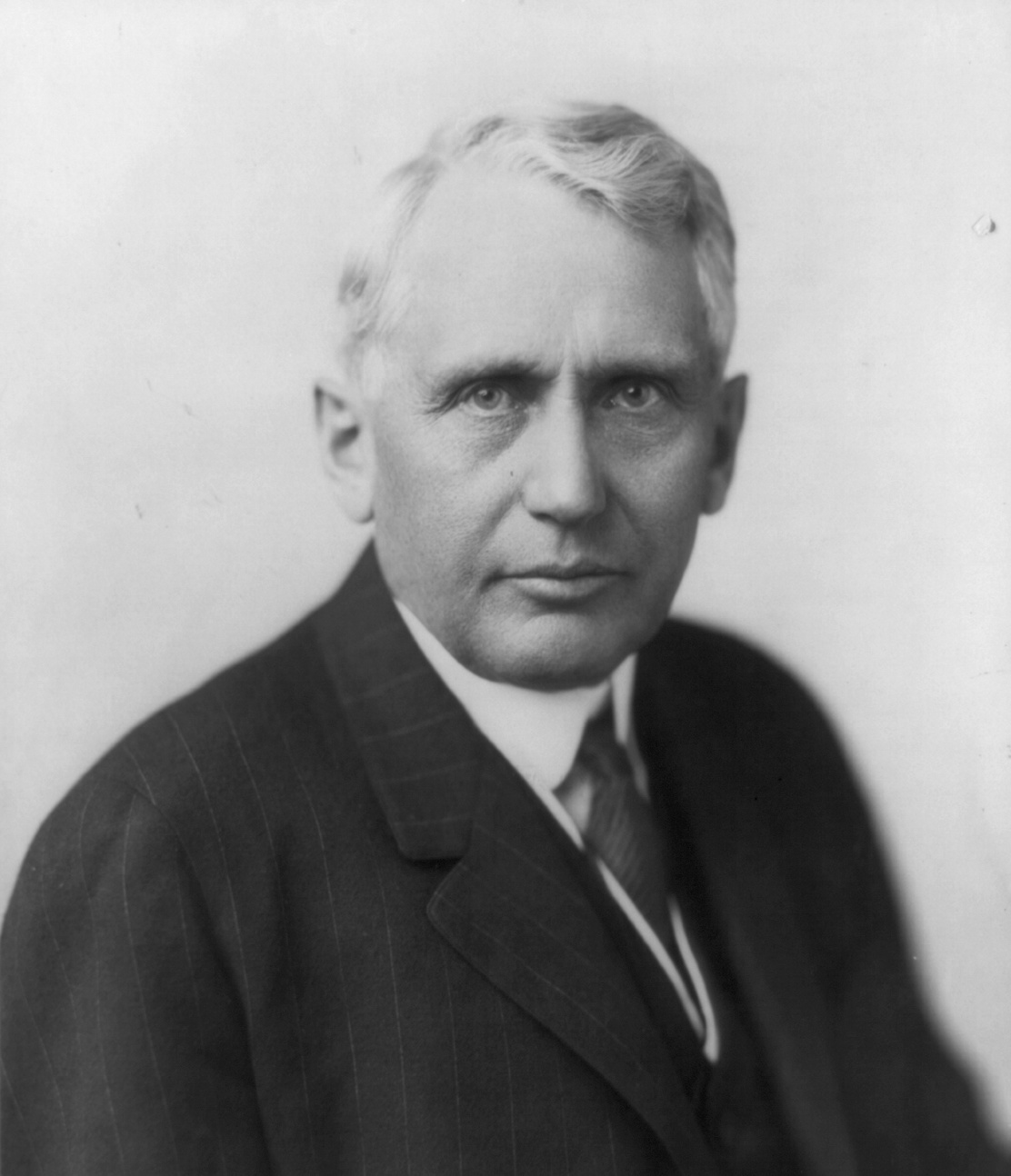
美國國務卿弗蘭克·凱洛格因倡导《非战公约》而获得1929年的诺贝尔和平奖。

而此时在国联框架外，又有其他力量试图实现对于战争的废止。1927年4月，当时的法国总理白里安在美国民间团体的鼓动下，向美国提出建议，签订条约以废止把战争作为两国间的政策工具。时任美国国务卿弗兰克·B·凯洛格向白里安提出反建议，即邀请其他国家也签定这个条约。1928年8月27日，美英法德意日比波捷等九国以及英国自治领的代表在巴黎签订了这个公约。同时当时其他独立国家也都獲邀签订这一公约。:93－94
这一条约是第一个几乎在全球范围内都接受的政治协定，先后有65个国家签订了这一公约，比当时国联成员国还要多7个。不过由于不同国家对“废止把战争作为政策工具”有不同的解读，这一条约的普遍性并不是那么高。此外，战争也由此公约成为了非法行为。不过当时并没有惩罚侵略行为的权威机构，而日意两国也在签订公约后不久即实施了侵略行为。不过公约还是把“战争非法”这一观念培植入国际政治的土壤中。:94－95
与国联的相容性则是《非战公约》所面临的另一个问题。《非战公约》是谴责一切战争行为的道义宣言，而国联盟约则更像是政治上的权宜之计，其对于战争的限制并不像《非战公约》限制得那样严格。因而虽然把得到许多国家认可的《非战公约》写入国联盟约在当时看来并非难事，但由于会造成国联盟约不自洽，这一过程实际进行得并不是那么顺利。在1929年的国联大会上，英国代表团提议扩大国联盟约第16条的执行范围以使二者相容。但此前同样试图扩大盟约该条款执行范围的《日内瓦议定书》的中途搁浅导致对该草案的讨论一直搁置。并且直到大萧条爆发蔓延后，相关讨论仍悬而不决。:95－97

#### 杨格计划与莱茵兰撤军
在签订《洛迦诺公约》后，德法两国外长又在1926年国联大会期间于日内瓦附近的图瓦伊进行了会谈以寻求两国的进一步和解。这次会谈主要议题是赔款问题与莱茵兰撤军问题。道威斯计划虽然暂时使德国赔款问题看起来并不那么紧迫，但它并没有最终最终确认德国所背负的相关的债务总额，另外依其设立的对于德国财政的监督机制也给德国带来不少困扰。依据《凡尔赛条约》，莱茵兰地区划为三区，分别由协约国军队在条约生效后占领5年、10年以及15年。1925年底，协约国的军队基本如期从第一区撤退。德国此时则希望协约国一方能尽早从其他两区撤军并归还萨尔。在这一问题上，英法两国的民众也希望能尽早结束对于莱茵兰成本颇高的占领。德国与五个赔款接受国的代表在1928年的国联大会上达成协定，开始谈判莱茵兰撤军问题，并任命财政专家委员会彻底解决赔款问题。这一委员会由签署协定的国家以及美国所派出的两名代表组成。主席由美国人欧文·杨格担任。:98－100
财政专家委员会于1929年2月正式开始了工作，并在4个月后向各国提交了杨格计划。杨格计划对于德国偿付赔款方式进行了调整。德国在开始执行该计划的前37年里每年需要偿付的金额由道威斯计划所设定的25亿马克进一步下调至20亿马克，而在之后的22年里，其所偿付的金额还将进一步下调。其所赔付的金额只需令相关国家足以偿付对美国的战债即可。此外，为应对德国可能出现资金紧张，依据杨格计划，每年赔款中只有1/3是必须支付的。如果德国遭遇财政紧张的话，其余的部分则可延期2年偿还。杨格计划还取消了道威斯计划所设定的对德国财政的监督机制，并设立了国际清算银行，以解决赔款的接受与分配，并在无条件年金的担保情况下发行国际信贷。:100
1929年8月，相关国家的代表在海牙召开会议，讨论莱茵兰撤军的细节。在经过一系列讨论后，相关国家最终达成协定：如果杨格计划得以实施，协约国军队在1930年6月30日前全部撤出。1930年1月，相关国家又在海牙召开第二次会议解决余下的问题，并就匈牙利和保加利亚的赔款协议达成协议。同年5月17日，杨格计划开始生效。6个星期后，协约国自莱茵兰撤出所有军队。:100－102
在财政专家委员会提交杨格计划后不久，华尔街即爆发了股灾。由于欧洲国家在赔款以及战债问题上相当依赖于美国的投资者，经济危机的阴云开始向大西洋另一岸袭来。同年10月，在欧洲政治和解中发挥重要作用的施特雷泽曼去世。此时，阿道夫·希特勒所领导的纳粹党正悄然崛起。他们在1930年的议会选举中得到了100余个席位。经济与政治上的危机正开始冲击凡尔赛体系。:102－103

## 危机

### 经济大萧条

#### 灾难袭来
在1929年華爾街股災爆发后，美国即停止了对于欧洲的贷款。不过在最初的几个月里，欧洲方面似乎并没有受到影响。虽然购买力与商品价格在这之后不久即出现灾变的迹象，不过1930年时，人们相信这场危机仍是可以控制的，并且不会引起经济结构的彻底混乱。然而随着1931年的到来，灾难也开始一个个袭来。:102, 107, 111－112
首先是国际支付机制的崩溃。这一机制在1931年春即已开始失灵。同年5月，奥地利的联合信贷银行破产。这引起了国际金融界的恐慌，其影响迅速波及到了中东欧的其他国家。外国的债权人开始加紧回收短期贷款。德意志国家银行在短短的三个星期内即损失了近10亿马克的资产。而匈牙利、希腊以及保加利亚这些依靠国际资助的国家迅速面临拖欠的外债的局面。:112
其次是黄金支付机制的崩溃。1929年底，澳大利亚与阿根廷由于农产品价格的暴跌导致两国被迫暂停黄金支付。巴西由于咖啡市场的崩溃也在第二年中止了黄金支付。这给在三国有庞大经济利益的英国以沉重的打击。英格兰银行的黄金开始加速外流。外流的主要目的地是法国。到1931年6月，资本主义世界近六成的黄金储备都集中于美法两国。这导致黄金支付机制基本终止。:112－113
为了提振欧洲市场的信心，时任美国总统赫伯特·胡佛提出他国政府所欠美国政府的债务可延期一年支付，不过相应地，对应国家政府也该相应地进行缓债。不过这一建议遭到了对于赔款相当依赖的法国的掣肘。这导致胡佛的努力几乎化为泡影。市场的悲观情绪进一步加深。:113－114
而英国此时也遭遇了财政危机。在英国1925年重建金本位制时，其他国家也相继效法，不过她们减少了货币中的金含量。这导致这些国家的货币兑英镑的汇率大幅下降，进一步导致英国的工业产品相对于这些国家的产品而言不再具有价格优势。而英国在20年代中后期提出的一系列有关降低关税及消除贸易壁垒的建议也一再遭遇障碍。所有这些导致依赖贸易的英国并没有像其他国家那样享受到20年代繁荣时期所带来的福利。而在大萧条到来后，世界贸易的崩溃对于英国的冲击尤为明显。1931年夏，英国财政出现了巨额赤字，黄金储备也开始加速外流。1931年9月21日，英国正式宣布放弃金本位制。英镑币值随之迅速下跌25%。作为国际主要货币之一的英镑的贬值给世界贸易又带来了进一步的冲击。英国放弃金本位制也标志着大萧条正一步步走向顶点。:114－116

#### 德国的危机
德国在危机爆发前尽管是最大的债务国，不过在道威斯计划带来的大量的外国贷款的支持下，其财政并没有受到债务的拖累。在道威斯计划开始后的5年中，德国总共支付了100亿马克的赔款，不过其同时得到了约180亿的贷款。由于财政上的亏空可以由贷款来弥补，此时的德国并没有执行较为谨慎的财政政策。德国也没能重建在1923年通胀灾难中摧毁的储备金。对于外来贷款的过度依赖导致德国在大萧条面前显得尤为脆弱。在大萧条爆发后，德国工业失去了外来贷款的刺激，而国际市场的衰退以及已有的关税壁垒令其丧失了外国市场。德国1932年的出口总值由1929年的126亿马克跌至56亿马克，而进口总值则由134亿马克跌至46亿马克。德国的失业人口在1932年3月超过600万。:108－109
经济危机给德国的国内政治也形成了冲击。魏玛共和国最后一个依靠议会支持的内阁在经济危机爆发不久后由于未能处理大量失业人口的救济金问题而倒台。取而代之的是受兴登堡总统控制的布吕宁内阁。海因里希·布吕宁为达到解除赔款负担等外交目标而执行的一系列政策，如严厉的通缩，牺牲了大量德国民众的利益，为反犹反凡尔赛条约的纳粹党提供了大量反政府宣传材料，也使这个已初具规模的政党得到进一步成长的土壤。德国的民主此时正走向崩溃。:109:44－46
而德国此时又在外交遭遇失败。德国与奥地利曾计划建立关税同盟以消除两国间的贸易壁垒，并于1931年3月21日签订条约为该同盟做准备。而由于担心该同盟会最终导致德奥合并，法国及捷克斯洛伐克等国对其表示反对。1931年5月，国联理事会决定将德奥之间的关税同盟是否违反已有的和约及协定的问题提交常设国际法院裁决。法国在此期间向处于财政危机中的奥地利提供援助，以期其能放弃德奥关税同盟。在得到德国同意后，奥地利最终放弃了该计划。而常设国际法院在9月5日判定德奥之间的关税同盟确实违反了已有的和约及协定。德奥关税同盟计划的失败导致魏玛民主最终走向崩溃。继承施特雷泽曼外交政策的尤利乌斯·柯蒂斯不久后辞职。而布吕宁也在政治上遭遇了一系列挫折后于次年的6月初辞职。纳粹党则在1932年7月进行的议会选举中赢得了37.8%的选票，成为议会第一大党。:109－111:48－49

#### 危机的顶点与转折
随着经济危机的发展，赔款与战债问题又重新回到国际舞台前。面对德国的债务问题，不同国家对其解决的轻重缓急取舍各有不同。法国坚持让德国先偿还赔款，而英国则要求德国先行处理商业债务。但在国内压力下，布洛宁于1932年1月宣布德国不能也不会再赔款。为了解决赔款问题，相关国家于该年6月在洛桑举行会议。最终相关国家同意取消对德的一切赔款要求。作为回报，德国以年息为5%的债券的形式向相关国家一次性支付30亿马克。而相关国家之间也取消彼此的债务。不过此时的问题就是大西洋另一岸的美国的态度。1932年秋，经济危机在美国渐渐达到顶点。胡佛总统也由于缓债令没有给此时危机重重的美国带来利益而在1932年大选败给富兰克林·德拉诺·罗斯福。面对着近40亿美元的财政赤字，美国政府断然拒绝了欧洲国家修改债务的要求。面对着这一形势，英国于1932年12月全额支付了该期债务，并于次年的6月及12月象征性地支付了200万英镑。而其他国家则选择终止偿还债务。虽然美国不久后立法杜绝这一现象，不过战债问题最终仍是这样混乱收场。:117－119
1933年初，美国的经济危机正式达到顶点，失业人数达到1500万，而财政体制也处于崩溃的边缘。1933年4月，罗斯福上任后不久，美国放弃金本位制。美元币值随即贬值了近30%。面对着仍然相当糟糕的形势，1933年6月，64个国家的代表在伦敦召开世界经济会议。这次的会议的主要议题是普遍性的降低关税。法国坚持以货币稳定作为相关谈判的前提，而美国由于此时已经体验到弹性货币的好处，而拒绝了这一条件。到7月底，各方也只达成了一些较为次要的协定。会议也就此无限期休止了。:119－120
尽管世界经济会议并没有带来较大的成果，不过整体的经济形势此时在各国政策调控下出现了转机。最先出现复苏迹象的是美英日这样放弃金本位的国家。而英国此时也开始与其他国家签署降低关税及保证购买的双边协定，以改善贸易形势。美国随后也进行了效法。囿于糟糕的经济形势，以法国为代表的一系列坚持金本位的国家于30年代中期相继放弃了金本位。尽管世界经济正在恢复，但政治上的危机此时已经开始冲击凡尔赛体系。:120－122

### 远东危机

#### 华盛顿会议后的远东
日本由于本土资源不足而对外进行的扩张在华盛顿会议后暂时得以遏制。而1923年的关东大地震以及英国1925年起对新加坡武装的加强也多少延缓了其扩张的步伐。尽管仍然觊觎亚洲大陆，不过日本直到1931年才开始对中国执行大规模的军事行动。:123
在华盛顿会议后几个月，中国的中部及北部即陷入混战之中。而南方的广州政府则在一十年代末即已脱离北洋政府的管辖。而在联俄容共的政策以及苏联代表鲍罗廷的联系下，广州政府的实力在二十年代中前期不断增强。:124, 127:594－809
此时清廷所遗留下来的列强在华特权成为影响中国与西方国家外交一重要问题。首先相关协定将中国的进出口关税限制在5%内。其次西方列强在华享有治外法权。此外，这些国家在中国的一些重要的港口城市还拥有自治的租界。虽然西方国家在华盛顿会议期间曾作出减少在华特权的诺言。不过在会议后，这些国家并没有履行诺言。中国此时的内乱成为她们进行拖延的借口。而在20年代中期，特别是孙中山逝世后，中国各地开始兴起针对西方列强，特别是英国，的反抗运动。其中具有代表性的运动包括五卅运动及省港大罢工。:124－127:594－809
而在國民革命軍北伐开始后，中国国内局势开始迅速发生变化。同时，西方国家鉴于时势的变化，在特权问题上也开始做出让步。1926年12月，英国公使在汉口与时任国民政府外交部长陈友仁会面。这也是英国承认国民政府作为中国政府的信号。同时驻北京的英国公使馆发出备忘录，表示将修改条约，并建议各国在关税问题上让步。翌年1月，广州政府迁往汉口。当月，中国的示威民众冲入汉口英租界。同年2月，英国政府与国民政府达成协定，交还汉口英租界。:127－128:594－809
而随着战争的继续。国民政府一方内部发生了变化。1927年4月至7月，原本即互有龃龉的国共两党发生决裂。鲍罗廷等苏联代表随后返回莫斯科。国民政府与苏联关系随后迅速恶化。而随着北伐军进军华北，日本也开始重新介入中国事务。1928年4月，北伐军开始围攻济南。随后日本决定向山东出兵。5月初，在北伐军攻入济南后不久，日军即向中国军民发起攻击。而在6月初奉系军阀领袖张作霖对国民政府妥协，准备撤回中国东北时，日本又在沈阳附近布置炸弹将其炸死。以这两个事件为代表的冲突导致中日关系迅速恶化。:128－129:594－809:527－528

#### 远东危机
日本选择在1931年对中国东北发动军事行动的一个主要动因是当时日本国内的“昭和恐慌”。由于滨口内阁对这场经济危机的处理存在失当之处，日本经济到1931年并没有出现非常大的好转。此时的日本内部已经存在一批受到法西斯主义思想影响的军官。他们此前已经在“满蒙问题”上形成了一定的理论以及行动计划。1931年5月至7月，石原莞尔，这批军官的代表人物之一，再提“满蒙领有论”以实现“国运转回”。而关东军此时也得到了一批设备，并开始作军事行动的准备。尽管此时日本上层对于军事行动仍存在疑虑，关东军方面还是于9月18日以“柳条湖事件”为由对沈阳北大营发起攻击。早有准备的关东军在随后几日内占领了沈阳周边地区及长春、吉林等地。:130－131:530－535:571
虽然此时日本政府内部对此事件仍存在批评之声，但日本内阁还是在9月23日同意了陆军的出兵请求并向其划拨经费。而中国则立即依据国联盟约第11条将此事件诉诸国联。日本此时则以该事件为“警察行动”而非“军事行动”为由对自己的行为进行辩护。国联理事会于9月30日通过决议，要求日本立即将其军队撤退至铁路区域。由于担心日本此时会进一步改写太平洋地区的局势，美国开始积极介入此事。尽管日本以不合国联盟约第17条为由表示反对，美国代表还是出席了国联理事会于10月16日举行的会议。10月24日，国联理事会就要求日本于11月16日之前撤军的决议进行表决。但国联此事并没有执行盟约的第15条，即否决当事国投票。该决议最终也因日本否决未予通过。国联的调解由此陷入僵局。:131－133:536－537

李顿调查团在柳条湖事件的发生地进行调查。

在这一形势下，国联理事会于该年的12月10日决定派出以李顿勋爵为主席的调查团彻查相关事件。关东军在国联试图进行调解过程中仍在继续其军事行动，并于1932年初占领东北全境。而在李顿调查团3月初抵达中国前，日本又以“日僧事件”为由在上海发起一·二八事变，并开始积极筹建“满洲国”。李顿调查团于该年的11月向国联理事会提交报告。这份报告对于中日关系所涉及到的方方面面都做了详尽的描述。它否定了日本对于自身侵略行为的辩护，并将“满洲国独立”视为日本单方面的行为。不过其还是反对中国的部分反日行为。最后报告建议在东北地区建立自治制度以调停中日两国此时的争端。随后国联理事会、国联大会及其下辖的一个委员会审议了该报告。该委员会后又草拟另一份报告。该报告紧密遵循李顿报告的方针，同时提议国联其他成员国不承认“满洲国”。:133－136:539, 542－545
1933年2月24日，国联就该报告进行表决。表决结果为42同意，1弃权（暹罗），1反对（日本），报告通过。以松冈洋右为首的日本代表团在得知该结果后即全体离开会场。一个月后的3月22日，日本枢密院通过退出国联的决议，27日，日本致函国联，正式宣布退出国联。:136:546－547
国联此后又另行成立委员会，以解决对远东的武器出口以及没有得到日本以外其他国家承认的“满洲国”的对外交往的问题。除此之外，国联已经对该地区无能为力。1933年5月31日，在日占领热河后不久，中日两国达成《塘沽协定》，暂时平息了两国的战事。这一系列事件标志着华盛顿会议所确立的远东国际秩序的瓦解。尽管国联此后在一系列事务中开始得到美国的合作，但其权威仍是受其在东北事务的失败的影响而大大受损。:136－139:547

### 削減軍備

#### 裁军问题
裁军问题是一个自《凡尔赛条约》生效以来一直困扰战间期国际关系的问题。协约国在《凡尔赛条约》中将对德国的军事限制描述为“启动各国普遍限制军备”的先决条件:Part V，同时国联盟约第8条又要求其成员国“承允为维护和平起见，必须将本国军备减至最少之限度，以足以保卫国家之安全及共同实行国际义务为限”。因而，裁军是协约国在《凡尔赛条约》中对德国的许诺，必须进行。但各国安全保障问题作为执行裁军的前提之一，却令裁军过程执行得并不是那么顺遂。:140－141, 229
国际社会在裁军问题上所取得第一项成就是华盛顿会议上美英日法意五国签订的规定各国主力舰吨位比例的《华盛顿海军条约》。这一条约为后来国联限制陆军提供了一个可行方案。1922年，英国在由国联理事会于1920年成立的“临时混合委员会”的代表提出以三万人为一个单位对各国陆军进行重新分配。不过由于单位陆军的装备并不像已知吨位的舰艇那样具有一定的衡量标准，因此欧洲各国并没有接受这个方案。:141
由于欧洲国家之后将主要精力放在秩序重建方面，各国將裁军问题暂时搁置了三年。1925年，在德法等国签订《洛迦诺公约》 后，裁军进程重启。国联理事会于该年的12月任命裁军会议筹备委员会，并邀请美德苏三国参加这个委员会。该委员会于1926年5月召开了第一次会议。:142
裁军会议筹备委员会所做的第一项实质性工作是审议英法两国代表团于1927年3月提交的裁军公约草案。这份草案给出了裁军方案框架，对于限制内容以及限制方式进行了说明。不过这份草案也暴露了各国在一些基本问题上的分歧。首先是对于服役人员数量的限制。法国希望只对现役人员进行限制，而英美德三国则希望将预备役人员也纳入限制范围内。其次在军备限制问题上，德国希望对于各国军备像《凡尔赛条约》对德国各类军备都有具体限制那样进行限制，法国则希望通过限制军备预算来实现对于军备的间接限制，而英美两国则认为对于军事物资的限制并不实际。而在海军问题上，法意两国希望只限制海军舰只的总吨位，而英美两国则希望对于各舰种分别进行限制。在预算方面，法国希望各国的军费开支都受到限制，英意两国希望以各国都同意的形式详细公开各国军费开支，美德两国则不希望裁军公约在开支方面有任何规定。在记录了这些分歧之后，筹备委员会休会。:142－143
此时，美国邀请《华盛顿海军条约》其他签字国讨论主力舰以外的军舰的限制问题。英日接受了美国的邀请，法意两国则因为相关讨论可能使其在之后的裁军谈判处于不利地位拒绝了美国的邀请。美英日三国的海军会议1927年6月在日内瓦召开。美国提出的方案是将《华盛顿海军条约》对三国主力舰吨位比例的规定进一步推广到巡洋舰、驱逐舰和潜水艇。由于需要大量的巡洋舰来维系大英帝国之间的交通线，英国提出只对大型巡洋舰进行限制，小型巡洋舰则不在限制之列。美国认为英国的这一要求违反了对等的原则，因而拒绝了这一要求。虽然日本在两国间努力调和，但由于两国在巡洋舰问题上的分歧已不可调和，会议最终不欢而散。这也是裁军进程中首个较大的挫折。:143－144
尽管首次出席裁军会议筹备委员会会议的苏联代表给会议带来了一丝生机，但裁军进程还是在日内瓦海军会议以及年初形成的僵局的阴影下再度停滞了两年。1929年，英美两国新政府上台为两者矛盾的解决带来了转机。该年的秋天，时任英国首相麦克唐纳访问了美国，并与美方决定于1930年1月在伦敦再召开一次海军会议。法意日三国也接受了邀请出席了该次会议。英国此时就巡洋舰问题做出了一定的让步。法国此时却在巡洋舰问题上并不让步，并且反对英美将对主力舰的规定推及其他舰只的建议，同时其还反对 意大利提出的在相应比例上与其对等的要求。日本此时也表达了对于在《华盛顿海军条约》中所受的不公待遇的不满。不过英美两国最终还是说服了日本接受将主力舰吨位比例（日本吨位为英美两国主力舰吨位的60%）推及重型巡洋舰，同时将小型巡洋舰及驱逐舰的吨位比率提高至70%，而潜水艇的吨位则可与英美对等。三国最终于该年的4月签署《伦敦海军条约》。同时与会五国同意将《华盛顿海军条约》续期五年。:144－145:530
海军方面的进展促使国联加快裁军相关工作。裁军会议筹备委员会于1930年秋举行了最后一次会议。这次会议并没有解决各方此前存在的分歧。但大多数国家还是在此次会议上不同程度上接受了公约草案。这份草案也将反对者的意见记录在案。筹备委员会的工作至此也告一段落。各国决定于1932年2月召开世界裁军大会。:145－146

#### 裁军会议

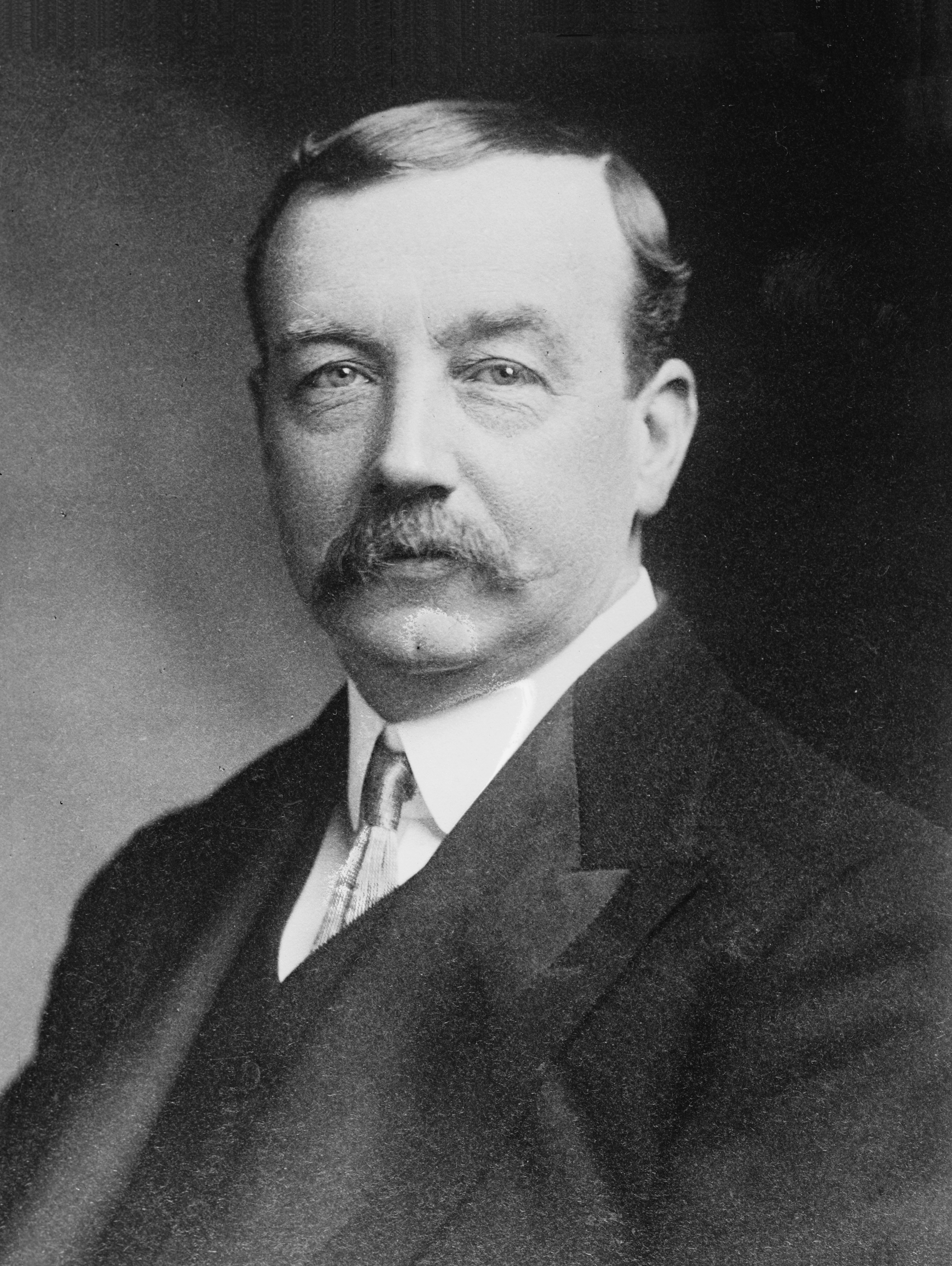
裁軍會議主席阿瑟·亨德森由于其在裁军问题上所做出的贡献而获得诺贝尔和平奖。

1932年2月2日，世界裁军会议正式在日内瓦拉开序幕。61个国家的代表团出席了此次会议。会议主席由阿瑟·亨德森担任。不过一些不利因素一定程度上从一开始就决定了此次会议进行得并不会那么顺利。亨德森在前一年接受任命时是英国的外交大臣，但当会议正式开幕后，其所在的工党政府早已辞职，而他本人也在大选中失去了议员席位。会议主席的失势多少会令会议的进程受到影响，特别是在面临各方犹豫不决的局面的时候。而会议中较为重要的英法两国也没有派出部长级的代表团，并且在会议中也常了优柔寡断。这也给会议进程增添阻碍。此时在会议中同样重要的德国的内政正发生剧变。纳粹党此时已经在逐步把持德国权柄。而日本也已在远东发起了战事。世界经济此时仍深陷于经济危机的泥淖之中。:146
尽管与会各方接受筹备委员会所通过的裁军公约草案作为其工作所基于的基本框架，但会议的实际进程却与之背道而驰。会议一开始，法国即提交了组建国联下辖的警察部队的建议，并建议各国将重炮、主力舰以及大型潜艇等武器交由这支部队处置。尽管这一建议得到了欧洲小国的支持，但英美对其极力反对。而德国更是将之视为法国为躲避裁军而使用的伎俩。在这些大国表示反对后，法国只得收回这一建议。而英国此后又提议各国进行“质量裁军”，即废弃具有攻击性的武器。不过由于各方对于“进攻性武器”与“防御性武器”有不同的界定标准，这一提议也没有带来实质性的进展。:147－148
会议直到6月也没有取得太多实质性进展，而由于国际社会此时更为关心有关赔款及战债问题的洛桑会议，会议进程再遭延宕。7月中旬，会议就一些较小的共识进行表决，最终以多数通过。而德国此时也表明了态度，协约国必须“清楚而明确地承认各国（在军备问题上）拥有平等的权利”，即协约国必须依照《凡尔赛条约》标准进行裁军或是承认德国有重整军备的权利，德国才会继续在裁军问题上继续合作。:148
由于休会期间的谈判也没有带来任何结果，德国于是选择不再出席10月复会后的会议。而会议也在复会后的两个月里基本处于停滞状态。如何挽回德国成为会议此时的关注的重点。12月11日，英法意正式承认德国“在一个为所有国家提供安全的体系中拥有平的权利”。德国因此同意重返裁军会议。:149
但会议在翌年1月复会后，法德之间在裁军与安全上的矛盾却并没有因为之前的妥协而消减，会议再度陷入僵局。尽管英国首相麦克唐纳3月中旬向会议提交了一份较为具体的公约草案，但由于在基本问题上的分歧此时仍未解决，各国此时基本都已认为达成裁军公约的可能性非常之小。会议就在这一局面之下于6月中旬再度休会。:149
随着希特勒于1933年1月初上台，纳粹党的地位更为稳定，裁军问题显得更加紧迫。但1933年夏季休会期间，相关进程仍然进展缓慢。尽管法国在此期间提出分阶段执行裁军的计划，并且英意两国同意该计划。但这并没有挽留住德国。10月14日，德国宣布退出裁军会议，同时退出国联。:149－150
德国的退出给裁军会议带来了沉重的打击。大会随即再次休会。不过包括德国在内的大国此时仍在以外交方式交换意见。而在艾登出访柏林时，希特勒向其提出只要法国、意大利以及波兰受到同样的限制，德国愿意接受对于陆军的限制，同时愿意接受空军方面的限制。不过由于认为该提议会使德国名正言顺地重整军备，特别是德国此时已经在较为隐秘地重整军备，法国于4月17日正式拒绝了该建议。尽管并没有像世界经济会议那样宣布无限期休会，但裁军会议此时实际上已经终结。:150:58
裁军会议的失败是对于凡尔赛体系的另一打击。协约国未能履行其所保证的裁军。德国由此得到了重整军备的借口。而意大利在裁军问题相关谈判仍在进行时，向英国提交了一份公约草案。这份公约由意英德法四国签署。随着意大利与德国自1929年以来关系越发密切，意大利意欲使德国恢复与其他大国平等的地位，同时其还想要削弱法国在中东欧的盟国，波兰及小协约国，的势力。这些需求清楚地反映在这份公约的草案中。草案文本之后在法方建议之下剔除了明确会损害各方利益的内容，四国于1933年6月7日在罗马草签了这个条约。尽管文本已经经过细致的修改，公约也因法德两国未予批准而没有生效，不过它还是削弱了法国与波兰和小协约国之间的同盟关系，并为之后的国际关系重组铺平道路。大萧条、远东危机以及裁军会议等等这些发生于20年代末至30年代中前期的国际事件拉开了凡尔赛体系全面瓦解的序幕。:151－153

## 终结

### 纳粹党崛起后的欧洲外交

#### 纳粹党掌权
1933年1月30日，希特勒就任德国总理。尽管在前一年的选举中，纳粹党已经成为议会第一大党，不过此时其仍想在这一年3月进行的选举中取得议会简单多数席位。纳粹党人借2月27日发生的“国会纵火案”通过《国会纵火法令》，终止了大多数公民自由权，并逮捕大批共产党及社民党的党员。在这一高压态势之下，纳粹党仍是没有在3月5日的选举中得到简单多数席位。不过彻底摧毁民主的《授权法》仍是在该月的23日得以通过。德国国内的其他党派也在该年年中相继解散。7月14日所通过的《禁止组织新党法》使德国就此成为了一党制国家。而希特勒也在第二年兴登堡去世后成为了“德国元首”。:157:54－57
尽管纳粹党在掌权后曾对外表示将保证欧洲的和平并放弃以武力修改《凡尔赛条约》的安排的企图。不过希特勒此前在《我的奋斗》中的种种观点，纳粹党在掌权后对于犹太人、社民党人以及共产党人的迫害以及较为隐秘的重整军备还是引起了其他西方国家不同程度的担忧。其中英美尽管对于纳粹党的行为相当愤怒，但并没有调整她们对于德国的政策，而意大利与苏联对德的态度则出现了反转。欧洲大陆的关系格局也因纳粹党的崛起而发生了较大的变化。:157－158, 168－169

#### 德波互不侵犯条约
德国与波兰在一战之后的关系一直紧张，一方面是由于将德国本土与东普鲁士分隔开的“波兰走廊”以及但泽这样的领土争议，另一方面则是由于波兰境内德意志人的待遇问题。而在纳粹党掌权后不久，但泽地区又发生了一次较为严重的冲突。不过德波两国还是在1934年1月，希特勒上台一年之际，达成和解，签订了《德波互不侵犯条约》。:159
两方之所以能达成和解，一方面是因为德国在希特勒上台后与西欧国家及苏联关系迅速恶化，处于较为孤立的地位，而希特勒此时的扩张目标是南方的奥地利，因而此时与其东方的邻居，波兰，的和解就显得尤为重要。另一方面，在法国签订《四国公约》后，法波两国渐渐离心离德。波兰此时有必要与德国达成和解。《德波互不侵犯条约》所能提供的十年缓冲期对于此时的波兰来说有一定的吸引力。:159－160

#### 苏联与西方国家的和解
由于希特勒上台后对于共产党的迫害，苏联开始转向西方国家示好。实际上，到30年代初，苏联基本已经与美国以外的西方大国建立了正式的外交关系。苏联更是在1932年与法意两国签订了互不侵犯条约。在希特勒上台以及日本打破远东秩序后，苏联加快了这一进程。1933年夏，苏联和法国正式确立了友好关系。同年11月，苏联外长李维诺夫出访美国，向美国保证苏联将禁止在美国境内宣传革命，并确保苏联境内美国侨民的信仰自由。美国政府由此正式承认苏联。:159－161
而法国之后又在苏联加入国联的过程中提供协助。1934年9月，国联大会正式批准苏联成为国联成员国。而在这之后苏联政府有敦促法国签订双边协定。为了避免遭到其他国家反对，在原本的草案中，法苏两国还邀请德国加入其中。德国拒绝了这一邀请。不过法苏两国还是在1935年5月签订条约，承诺当一方遭受他国侵略时，另一方将提供援助。:161－162

#### 德意共管奥地利
希特勒上台后首先将矛头指向奥地利。尽管绝大多数奥地利民众此前希望德奥合并，不过由于此时纳粹党在德国国内所采取的一系列措施，支持合并的民众已经不像之前那样多了。一方面社民党当时仍是奥地利议会的第一大党，而犹太人在奥地利的影响仍然较大，纳粹党在德国对于社民党以及犹太人的迫害必然引起奥地利境内这些人的反感。而纳粹党在德国国内对于天主教所采取的压迫措施也引起了在奥地利社会中扮演重要角色的天主教会的敌视。此外，纳粹党对于德国民众权利的限制也与奥地利较为自由的社会氛围不符。:162－163:65
1933年初，奥地利出现政局不稳。3月，时任总理恩格尔伯特·陶尔斐斯中断了议会的运行。此时，纳粹党开始了对奥地利政府的攻势，一方面其通过广播以及飞机散发传单的方式攻讦奥地利政府并传播纳粹主义，另一方面其还向奥地利境内的纳粹分子输送钱款及武器。该年的6月，奥地利政府对于境内的纳粹分子进行了镇压。:163
此时的奥地利一方面依靠“保国军”等民间军事组织，另一方面依靠英法意等国的支持来维系她的独立。其中尤以意大利此时对于奥地利的影响最大。意大利的外交政策在纳粹党掌权后出现了一些转变。由于德国吞并奥地利可能造成意大利在北部遭遇严重的威胁，因而意大利在1933年至1934年间开始秘密资助“保国军”等组织。不过，墨索里尼同时要求奥地利政府取缔此时仍有一定势力的社民党并建立法西斯政权。这些要求在1934年2月得到了满足，所引起的反抗规模并不太大。数百名社民党要人在此期间逮捕入狱，奥地利境内所有社会主义组织都遭到取缔。奥地利的内政外交此后都在意大利的控制之下。:164
奥地利的这些行动导致西方国家对其的态度发生了变化。而纳粹分子也借此机会再次尝试发起政变。1934年7月25日，纳粹人士占领联邦总理府，陶尔斐斯在事件中遇害身亡。不过这次政变仍是以失败收场。希特勒在此次失败后开始转变策略，在之后的两年里不再干涉奥地利内政，这一方面也是为了避免触怒意大利。由于意大利的势力在其侵略阿比西尼亚后受到了削弱，同时德意两国的关系此时已经改善，德国得以再次插手奥地利事务。1936年7月，奥地利与德国签订和解条约，而“保国军”也在之后不久由于失去意大利的资助而解散。奥地利由此进入的德意共管时期。:165:72

#### 法国、意大利及小协约国
法意两国曾因南斯拉夫问题、非洲殖民地问题以及海军问题长时间交恶。不过随着希特勒的崛起并插手奥地利事务，两国关系在1934年出现了转机。1934年9月，双方开始就解决两国间矛盾进行讨论。不过两国此时在中欧的利益纠结成为了两国关系改善的障碍之一。法国长期支持小协约国，意大利则长期支持小协约国共同的敌人，匈牙利。意大利更是在1934年3月与奥地利及匈牙利签署了一份半政治半经济的协定《羅馬議定書》。因而此时两国就需要在放弃在中欧的利益，与调解小协约国及奥匈之间抉择。:166
而此时小协约国与法国的关系以及她们之间的关系也出现了微妙的变化。一方面小协约国对于法国签订《四国公约》一事相当失望，另一方面小协约国之间的关系也由于奥地利问题出现了裂痕。由于德国吞并奥地利后会遭到包围，捷克斯洛伐克对于此事反应相当强烈。同时如果意大利掌控了奥地利，其也将构成对于南斯拉夫的包围。这是南斯拉夫所不愿看到的。由于距离较远，罗马尼亚对于这个问题并不太关心。此后，三国关系的裂痕因为在其他问题上的分歧，比如对苏联的态度，而不断加深。:166－169
此时又发生了改变整个进程的事件——南斯拉夫国王亚历山大一世在出访法国时遇刺。法意两国在事件发生后利用自己在中欧的势力将此事件平息。这一事件使南斯拉夫与法国进一步冷淡，对于意大利的怀疑则进一步加深。南斯拉夫后来与土耳其、希腊以及罗马尼亚另行签订了实现互保的《巴尔干协约》以避免意大利进一步干涉巴尔干事务。不过亚历山大一世遇刺事件还是促进了法意两国的和解。:167－170
1935年1月，法国外长皮埃尔·赖伐尔出访罗马，并与意大利就一系列问题达成协议。如果德国开始重整军备，两国将“协调她们采取的态度”。两国还将敦促奥地利与其邻国签订条约，互不干涉内政。法国还在非洲殖民地问题上对意大利做出了让步。法意两国之间的长期不和至此告结。:168

### 德意毁约

#### 重整军备与莱茵兰再军事化
1935年1月，萨尔区依照《凡尔赛条约》如期进行了全民公投。最终90%的居民选择回归德国。同年3月，萨尔区重归德国管辖。德国的毁约也自此正式拉开序幕。:171－172:72
1935年2月，英法两国向德国提出建议，邀请她加入法国与苏联及意大利签订的有关维持东欧及中欧秩序的条约，同时还邀请她参与涉及英法比德四国飞行安全的公约的谈判。德国方面表示欢迎飞行安全公约，并表示会研究其他建议，同时还邀请英国方面进行会晤。不过在访问成行之前，英国政府在向议会发出的一份解释其重整军备计划中，强调了德国所存在的威胁。这一点引起了德国方面的一方不满，并取消了双方的会晤。而法国国内此时也在讨论扩大陆军的规模。这引起了希特勒的强烈反弹。1935年3月16日，他宣布德国将不再受《凡尔赛条约》在军事上的限制，将德国和平时期的陆军增至36个师约55万人。:173:72
希特勒的这一声明引起了全欧的担忧，尽管他后来再度向英国方面再次发出邀请，并在会晤中对其进行了一些安抚，但收效甚微。法国此时要求国联理事会在1935年4月召开特别会议来商讨如何应对德国的行动。在这次会议前，英法意三国先进行了会面，共同拟订了一份谴责德国违背《凡尔赛条约》的决议案。这份决议案后来在国联理事会会议上通过。这份最终只是留于纸面的决议案再次引起德国方面的愤怒。而之后英国方面更是接受了德国在两国会晤时所提出的有关海军的要求，即允许德国海军的所有类型舰只总吨位可以达到英国相应舰只的35%，其中包括《凡尔赛条约》禁止德国建造的潜艇。两国于6月签订了这份明显违反《凡尔赛条约》对于德国海军限制的海军协定。英国政府的这种既谴责德国违反《凡尔赛条约》，又承认德国有重整军备权利的看来自相矛盾的行为，是向当时英国国内要求维持欧洲均势的舆论妥协的结果。这一行为既引起了法国及其盟国的怀疑，还使德国期待英国方面会进一步妥协。:174－175:72
法苏双方于1935年5月签订的互保协定引起了德国的强烈抗议。希特勒在法国议会1936年初批准该协定后决定进行反击。1936年3月7日，德国政府通告英法比三国政府法国与苏联签订双边协定的行为违背了《洛迦诺公约》，该公约已经不再具有实际意义，德国将不再受其约束。德国军队于当天进驻莱茵兰。德国还同时向三国建议：有关各国在边界两边同等纵深的区域重新划定非军事区，并根据《洛迦诺公约》原则另订新约，不过要删去莱茵兰相关条款。德国则会与其东方邻国签订互不侵犯条约，并重回国联。:181－182:72
法国尽管就此事向国际社会发出警告，但并没有提出进行制裁或军事报复。而英国公众尽管对德国的行为相当震惊，但还是希望能与德国进行协商，因而并没有谴责这一行为。3月，英法比三国政府就此事进行了会谈。国联理事会此时也在伦敦召开会议，宣布德国重新武装莱茵兰的行为违反了《凡尔赛条约》。英国向法比提出进行英法比三国总参谋部会谈，以讨论三国应如何应对德国入侵法比两国的情况。5月初，英国在与法国协商后向德国发出一份问题清单，要求德国就其建议做出解释。这份清单引起了希特勒的不悦，因而将其搁置。由于国际社会在之后的几个月里一直关注阿比西尼亚问题，因而相关谈判直到9月才重新开始。德国此时提出将与西方另订新约，但并不准备与苏联签署协定。这遭到了法国的拒绝。比利时在此时意识到与法国的联盟关系将使其卷入法德之间的战争，因而于10月14日宣布执行严格的中立外交政策。11月，英国相继向比法两国保证将在其受到侵略时提供援助。法国不久后向英比两国做出同样保证。《洛迦诺公约》至此终结。:182－183:72

#### 意大利入侵阿比西尼亚
意大利对于殖民地的要求并没有因英法在非洲殖民地方面让步后得到满足。由于对法国的顾忌，意大利此前未进行任何行动。不过在法意关系修好，特别是得到了法方的默许后，意大利开始准备针对阿比西尼亚的军事行动。:176:72
阿比西尼亚位于意属索马里与意大利的另一块殖民地，厄立特里亚，之间，拥有丰富矿产资源。1908年，英法意三国曾达成协定，保证阿比西尼亚的独立与领土完整。1923年，意大利在阿比西尼亚加入国联过程中提供了协助。1928年，意阿两国更是签订了友好条约。不过这一局面还是因意阿两国1934年12月在阿国境内的瓦尔瓦尔爆发的武装冲突而打破。:176－177
阿比西尼亚立即将此事诉诸国联。尽管此时意大利表示愿意通过仲裁解决这一争端，不过在此后的3个月内，意大利方面一直在拖延相关进程，并开始积极备战。而从1935年3月英法意三国为德国重整军备进行的会议的最后宣言英方的措辞中，意大利认为英国此时由于专注于欧洲事务，会像法国那样默许意大利的行为。国联方面的仲裁者最终于9月3日通过决议，争端双方都不必为此时间负责。尽管英法等国此前在6月至8月间仍然试图通过协商方式解决争端并且给予意大利特别利益，而国联也试图在国联框架内解决该问题，不过这一切都没能阻止战争的爆发。10月2日，意大利出兵阿比西尼亚。:177－179
国联理事会随后立即开始展开行动。10月7日，国联理事会下辖的一个委员会拟定了一份报告，宣布意大利的行为违背了国联盟约。两天后，国联大会向其成员国建议依据盟约第16条成立协调各国行动的委员会。10月19日，协调委员会要求国联成员国停止对于意大利的资金支持，对意大利实施武器、战争物资禁运，中止自意大利进口商品。尽管法国这些意大利的盟国对于制裁感到不悦，不过首次依据国联盟约进行的经济制裁还是在11月18日开始。:179－180
意大利的军事行动在战争开始后的前三个月并不顺利。而英法等国此时也在担心意大利在阿比西尼亚的不顺会导致欧洲局势不稳，开始尝试通过谈判的方式，给予意大利特别利益，以使其放弃战争。不过由于消息泄露并引起公愤，该计划只得无果而终。意大利的军事行动则在1936年3月后加速推进。5月1日，阿比西尼亚皇帝海尔·塞拉西一世远走他国。意大利也在几天后占领了阿比西尼亚的首都亚的斯亚贝巴，并于5月9日宣布意大利国王成为阿比西尼亚皇帝。意大利至此完成对于阿比西尼亚的吞并。:180－181
意大利的胜利是对于国联的又一重大打击。国联的制裁尽管使意大利遭遇经济窘境，但却没有阻止其战争行为。而英国在7月的国联大会特别会议上提出撤销制裁的建议。该建议得到一致通过。同时该届大会还通过了一个决议，要求国联各成员国在下届国联大会上提出有关改进国联原则运作的看法。:181

### 欧洲以外的时局变化

#### 中东
1919年后，作为前奥斯曼帝国行省的各个国家大多在英法委任统治之下。民族主义运动成为这一地区在战间期所面临的主要问题。一方面，尽管英国采取了一些安抚措施，但英法对这一地区所采取的分而治之的政策还是使一些冀图实现这一地区统一的阿拉伯领导人感到失望。另一方面，一些民族主义运动也引起了阿拉伯人与这一地区少数族裔以及英法的冲突。:186
拥有丰富石油资源且地理位置相当重要的伊拉克尽管可以为英国带来利益，但英国公众反对英国长时间统治这个准内陆国家。于是英国与伊拉克于1932年签订同盟条约。伊拉克就此成为独立国家。不过，留在伊拉克政府中的英国顾问对于解决影响这个国家的稳定的库尔德人与亚述人问题仍有较大的作用。:186－187
巴勒斯坦是英国的另一块托管地。位于约旦河东岸的外约旦所存在的国际争端较少。但约旦河的西岸却面临着由于犹太人迁入而引起的严重的族裔争端。在这一地区绝大多数居民仍是阿拉伯人时，两个族裔间基本相安无事。不过随着经济危机以及纳粹党的崛起，迁入的犹太人不断增多。而随着犹太人城市经济水平的不断提高，教育水平以及财力均不能和犹太人抗衡的阿拉伯人开始在这一地区制造骚乱。英国提出的分而治之的方案起初并没有得到阿拉伯人接受。而在英国强制执行这一方案，限制犹太人每年迁入人数，并实施了军事管制后，这一地区的秩序得到了恢复。:187－189
法属叙利亚托管地不仅包含今日的叙利亚，还包含位于地中海东岸一块狭长地带的黎巴嫩。黎巴嫩由于居民大多是马龙派基督徒因而并没有卷入阿拉伯民族主义运动，并且其对于法国的委任统治基本满意。而叙利亚则由于法国对其内部主要由非阿拉伯人居住的地区采取分而治之的政策而骚乱不止。不过法国还是在第二次世界大战爆发前维持住了该地区的秩序。:189－190
埃及在第一次世界大战爆发前即已由英国实际控制。不过英国由于战后当地的民族主义运动而放弃了保护国的地位，并于1922年承认了埃及独立。不过英国仍然把持着埃及的国防、外交事务，与埃及一同统治苏丹，并拥有治外法权。由此引起的骚乱给双方都带了困扰。而英国也在意大利侵占阿比西尼亚后开始积极寻求与埃及改善关系。1936年8月，双方签订条约，英国将在一定条件下撤出除苏伊士运河附近区域以外的驻军，废除治外法权，并支持埃及成为国联成员。在1937年5月举行的蒙特勒会议上，有关治外法权的条款正式执行。埃及也在之后不久成为国联成员。1938年，英埃两国就苏伊士运河驻军问题正式达成协议。:191－192
沙特阿拉伯统一是中东这一时期的另一重要事件。沙特阿拉伯虽然没有加入国联，不过还是通过与伊拉克、外约旦以及埃及签订的条约确立了其国际地位。意大利对于阿比西尼亚的侵占也促使阿拉伯国家更加团结。:190－191

#### 远东
远东地区的紧张局势并没有因中日达成的《塘沽协定》彻底终止。1934年4月，日本外务省发表声明，称日本“在东亚负有特殊责任”，并要求其他国家不要干涉中国事务。同时，日本还试图以“协和外交”暂时缓解中日之间紧张的关系。而中国此时也在采取“一面抵抗，一面交涉”的对日政策。不过日本军方此时又发起了针对华北的一系列军事以及政治行动。这导致中日之间此时已无和解之可能。:192－193:548－551
日本的行动也使正在内战的国共双方逐渐将力量指向日本，特别是西安事变后，国共合作抗日的局面正式形成。此时的日本政局也在发生变化。1936年5月18日，天皇颁布敕令，提高了陆军大臣在政府中的地位。外交上，日本也开始了与德国的合作。日本正逐渐形成发动战争的政治与军事态势。:193－194:554－556
1937年7月7日，中日双方在北平附近发生冲突，进而在未经宣战的情况下发展为双方的全面战争:304-315。8月13日，日本又从海上发起了对于上海的袭击。到该年年底，日本攻陷了首都南京，并在当地进行了屠杀。国联在中国向其递交的日本侵略的证据的基础上，谴责了日本的无理行动。尽管中国军民进行了顽强抵抗，日本还是在第二年基本攻下了中国所有重要的沿海港口。中国此时只能依靠陆路得到外来的援助。而在日本切断滇越铁路以及苏联逐步停止对华援助后，中国只得依靠1938年底才建成的滇缅公路来获取外援。:194－195:554－568
苏联此时一方面为避免与日本发生正面冲突而从中国东北的利益抽身，另一方面则加强其在新疆以及外蒙古地区的影响。1936年3月，苏联与蒙古人民共和國签署条约，在当地建立前哨基地。尽管日苏双方曾在东北与外蒙交界处爆发过武装冲突，但没有演变为战争。:195

#### 美国
由于经济在大萧条中受到重创，美国在1933年后将主要精力放在国内事务上，特别是对于经济政策的调整，而将外交工作放于较为次要的地位。尽管美国曾在九一八事变后表示愿意与其他国家合作应对突发情况，但裁军会议的失败还是令其在政治问题上迅速转向孤立主义。1935年后，美国又进一步采取了一些措施来避免卷入战争。这一年，美国决定开始从菲律宾撤军，并承诺会在10年后令其完全独立。此外，美国还通过了中立法案，对于交战国实施武器及军事物资禁运，并禁止其公民乘坐交战国船只旅行。美国也在30年代后开始终止对于中南美洲事务的干涉，转为执行更为真实的睦邻政策。:196－199
不过美国并没有在所有领域都采取孤立政策。美国与欧洲方面的经济合作仍在继续。此外，美国也在中日战争爆发后，以中日未正式宣战为由，没有执行中立法，并继续实施对华援助，并在1939年7月宣布《日美通商航海条约》在1940年1月到期後不再续约。此后美国也以对日本实施进口禁运以及歧视性关税作为对日的威慑。:199－200:568

#### 英联邦
1919年后，加拿大、澳大利亚、新西兰、南非联邦以及印度这些拥有独立的外交权的英国自治领在国际社会的地位也发生了变化。国联盟约的第一条允许她们成为国联成员。在1926年帝国会议通过的贝尔福宣言中，这些自治领与联合王国成为“在英帝国范围内，地位平等、互不干涉彼此内政外交、因共同效忠英王而联合、自由结成的英联邦的成员国”。这项原则后来经由1931年威斯敏斯特法令成为法律，為英国以及各个自治领所接受。不过这条法令是否适用于国联盟约以及国联成员间签署的国际协定则一直存在争议。同时，英联邦的各个成员在一些问题的利益取向上所存在的不同也在一系列国际事件中越来越明显。英国也逐渐丧失了对于英联邦的绝对领导权，特别是在第二次世界大战全面爆发之后。:200－203

### 走向战争

#### 西班牙内战
1930年，西班牙王國的独裁统治者米戈尔·普里莫·德里维拉遭到推翻。第二年，西班牙第二共和国建立。不过这个共和国中的左翼共产主义势力与右翼保皇党势力一直处于恐怖的平衡。1936年7月，西班牙驻摩洛哥的军官弗朗西斯科·佛朗哥发起叛乱，西班牙内战就此爆发。叛军一度进展迅速，并于11月中旬攻打至马德里附近。政府也在此时撤到巴伦西亚。不过此时政府军的抵抗增强，战争随后进入相持阶段。:205
不过此时意大利介入改变了战争的走向。意大利选择介入这场战争一方面是为了增强其在西地中海地区的势力，另一方面则是仿效苏联，进一步向外输出法西斯主义。意大利对于佛朗哥的协助使欧洲陷入对立的局面：一方面意大利、德国与葡萄牙选择支持叛军，另一方面苏联则站在西班牙政府一边。英国则于8月15日宣布保持中立，并开始对西班牙执行禁运。法国随后进行了仿效。两国后来邀请所有欧洲国家签署不干涉战争的协定。尽管葡萄牙的不合作导致相关进程产生了拖延，不过这一协定最终还是得以订立。尽管这一协定在短时间内起到作用，不过西班牙政府方面以及苏联政府不久后即开始指责意德葡三国破坏协定，而苏联也在不久后受到相应的指责。德意两国在10月后开始公开向叛军一方提供武器，而苏联则向政府军方面提供武器。此时，还有大量的意大利和德国军队直接加入叛军一方参与战斗。同时还有由苏联人、反法西斯主义的意德两国人以及其他国家的志愿者组成的国际纵队加入政府军一方。11月，意德两国在叛军围攻马德里之际承认了佛朗哥政府。由于各方势力的深度介入，西班牙内战很大程度上成为了各大国之间的角力。这场战争也同时促成了“罗马-柏林轴心”。:205－207:73

#### 对抗集团的形成

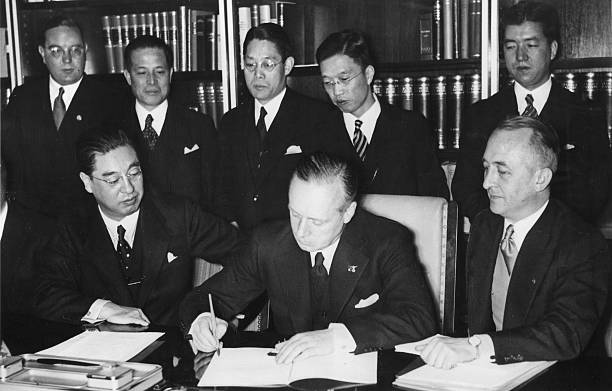
1936年11月，日德签订《反共产国际协定》。

1936年11月25日，德日两国签署《反共产国际协定》。尽管德国政府内部仍然存在亲华派反对这一协定，并且协定也没有使日德两国成为正式的军事同盟，但这一事件还是进一步促进了大国对抗局面成型：一面是不满于凡尔赛体系对于世界安排的德意日三国，另一面则是努力维持相关安排的法苏等国。英国尽管此前仍在严守中立，不过由于担心西班牙将西属摩洛哥转让予德国（虽然两国后来都予以否认），因而也渐渐偏离中立的立场。不过英国此后仍在西班牙内战问题上严格执行不干涉的原则，以避免其演变为全欧的战争，直至佛朗哥一方于1939年攻陷巴塞罗那，并最终拿下马德里为止。而法国也在这一问题上仿效英国的做法。在佛朗哥一方取得西班牙内战的胜利后，英法承认佛朗哥政府。:207－209:555
大国对抗的局势仍在升级。1937年7月，日本在未正式宣战情况下即展开了全面的侵华战争。而意大利也在该年的11月加入《反共产国际协定》，并于同年12月11日宣布退出国联。随后意德两国领导人进行了互访，进一步坚实了两国的合作关系。一些不久后影响国际关系的问题也在此时浮出水面，比如捷克斯洛伐克的苏台德区问题。:209:557－560
另一方面，面对着意大利日渐咄咄逼人的宣传，尽管英国进行了大规模的重整军备以进行应对，不过随着内维尔·张伯伦就任首相，英国开始对意大利执行绥靖政策。此外，一批苏联优秀将领在大清洗中受到牵连。法苏同盟受此影响，军事价值受到了一定程度的削弱。:209－211

#### 最后的绥靖
1937年末至1938年2月，希特勒对于德国政府及军方高层对其有意见的官员及将领进行了清洗，并指派约阿希姆·冯·里宾特洛甫取代康斯坦丁·冯·纽赖特成为德国的外交部长。随后德国开始了对外的扩张行动。1938年2月11日，希特勒传召了奥地利总理库尔特·许士尼格，并要求他在一份预先拟定好的协定签字。这份协定要求奥地利政府赦免此前其所惩处的纳粹分子，不再对奥地利纳粹分子政治活动施加限制，并任命奥地利纳粹首领阿图尔·赛斯-英夸特为其内政保安部部长。在许士尼格签订该协定后不久，奥地利即陷入内乱之中。许士尼格曾试图以全民公投来挽救危局，不过公投随后在德国下达最后通牒后终止。赛斯-英夸特在这之后不久取代许士尼格成为奥地利总理。3月12日，赛斯-英夸特签署法令宣布奥地利成为德国的一部分。德军也在同日进入维也纳。奥地利的德意志人并没有抵抗德国的占领，甚至对于德军的到来表示十分欢迎。德国就这样兵不血刃地完成了德奥合并。:355－356:211－212:74－75
虽然英法等国曾对奥地利独立问题表示关切，但德奥合并并没有在国际上引起太大反响。捷克斯洛伐克却在此时陷入三面夹击的境地。尽管捷克斯洛伐克在与德国交界地带已经布置了防御工事，但德奥合并再度令其直接暴露于德军面前。在其东北部，捷波两国有关切申附近的领土问题仍未彻底解决。而在其东南部聚居的100万马扎尔人也在发起分离主义运动。不过捷克斯洛伐克所面临的最为严峻的问题是苏台德区问题。近350万德意志人居住在这块临近捷德边境地区（捷克斯洛伐克当时的总人口仍不到1500万），并且此前已经开始了分离主义运动。:209, 211－212

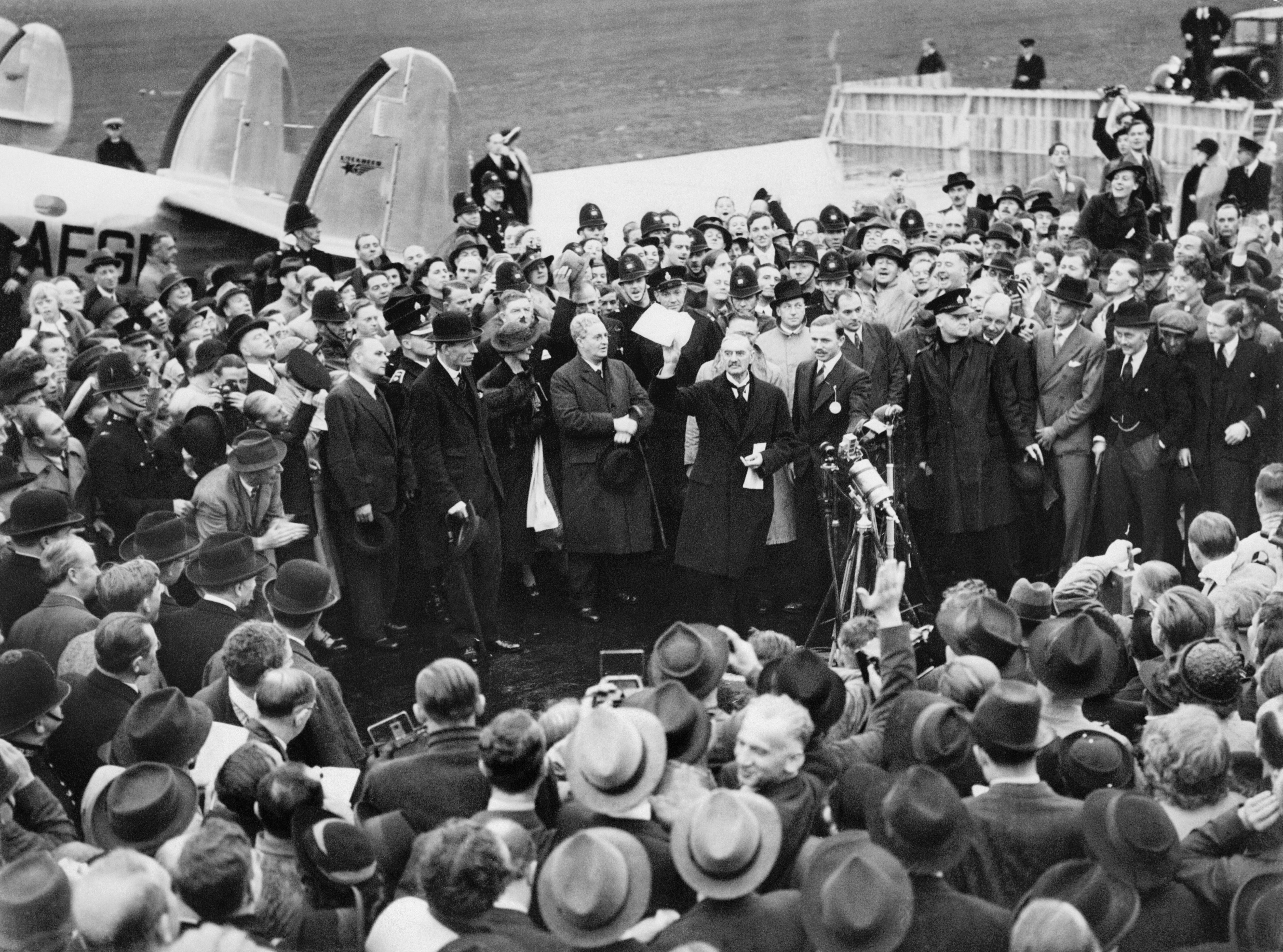
内维尔·张伯伦在机场向英国民众展示《慕尼黑协定》。

德国在兼并奥地利后开始将刀锋转向捷克斯洛伐克。1938年夏，德国以军事演习的名义在德捷边境集结重兵，并在苏台德区引起骚动。面对这一形势，捷国一方面开始了战争动员，另一方面也在维持国内秩序，努力与苏台德人达成协定。尽管英国此时仍忙于处理西班牙内战的问题，不过仍是派出朗西曼勋爵前往布拉格进行调停。不过此时情势却愈演愈烈。尽管捷国政府此时提出了新的妥协方案，但苏台德人脱离捷克斯洛伐克的态度越来越坚决。希特勒则在9月12日于纽伦堡举行的一次大会上向苏台德人保证会以武力支持他们的诉求。而法苏此时则向捷国做出出兵保证。战争至此一触即发。:212－213:75
面对着这一危急的状况，9月14日，英国首相张伯伦亲赴德国面见希特勒，表示他个人接受德国对于苏台德区的要求，并于次日返英。9月18日，他在伦敦会见了法国总理爱德华·达拉第及外长。英法此时决定要求捷克斯洛伐克放弃苏台德区。捷国在英法两国的压力下接受了这一计划。不久张伯伦再次飞赴德国，向希特勒表明英法的态度。不过希特勒此时又提出对苏台德邻近地区的要求，并以武力威胁在10月1日前彻底解决该问题。英国此时一方面进行了海军动员，并紧急部署了伦敦的防空措施；另一方面则积极筹备会议。9月29日，在捷苏两国代表缺席的情况下，英法德意四国领袖达成有关捷国军队自苏台德区撤退的协定。捷国政府在接受该协定后不久即辞职。张伯伦则在返英后向民众展示《慕尼黑协定》，并称：“我相信，这是我们时代的和平。”而德国此时则宣称不会再对捷国提出任何领土要求。:213－214:357－358:75－76
而捷克斯洛伐克此时则陷入内忧外患之中：一方面波兰与匈牙利重启对捷国的领土索求，另一方面斯洛伐克则在德国扶持下开始了分离运动。而德国也在英法德意四国取得德捷新边界的共识前，强行占领了苏台德邻近地区。而波匈也采用了军事占领得到了她们索要的地区。《慕尼黑协定》此时除了使苏台德地区以及捷克重要的军工企业斯柯达兵工厂归属德国外，并没有解决任何问题。英法此时承认了这一外交失败，并开始积极备战。而德国则在翌年3月15日使用武力成功胁迫当时的捷克领导人将波希米亚和摩拉维亚置于自己的保护之下。同日，德国军队进入捷克境内。斯洛伐克此时则得到了名义上的独立。:214－216:76:358

#### 战争爆发

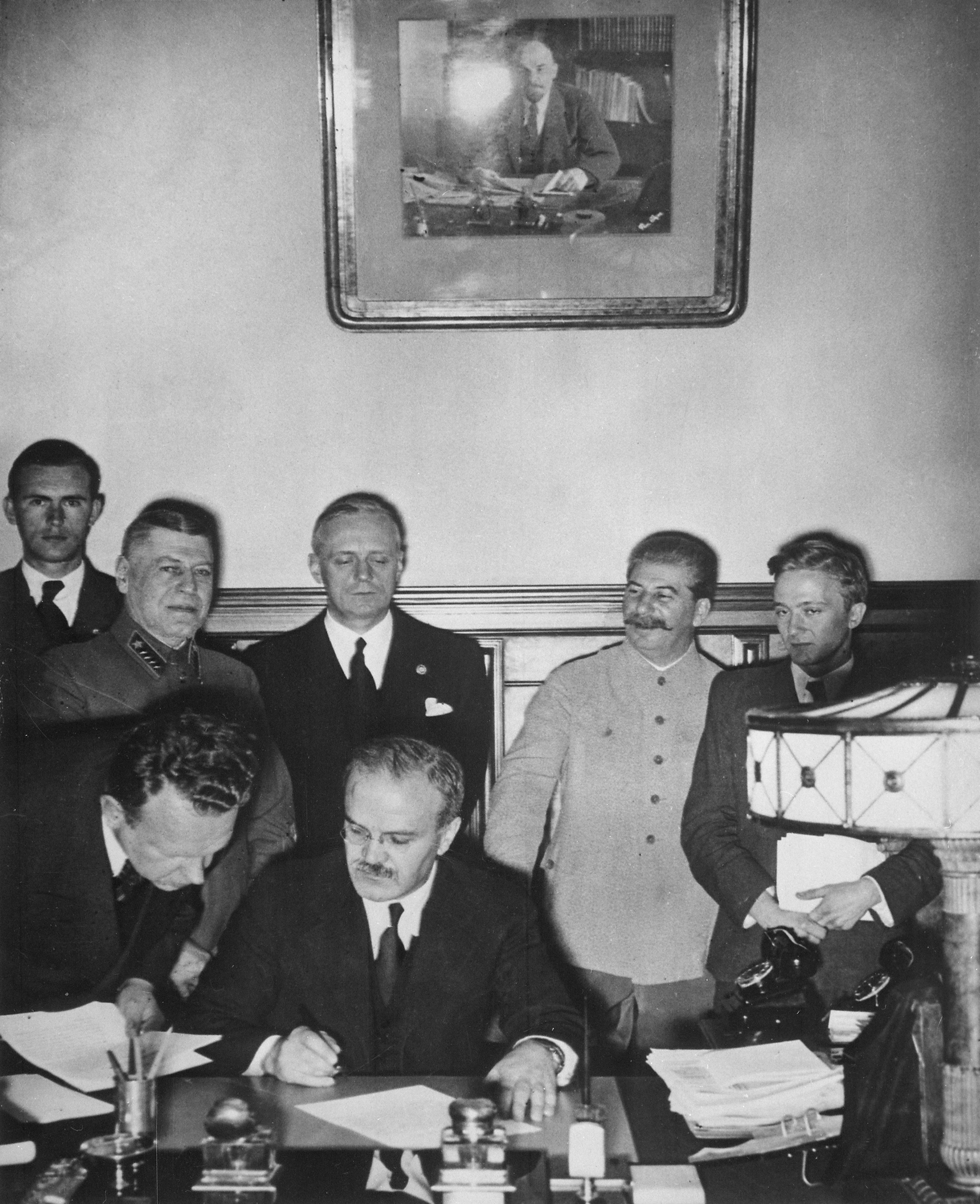
1939年8月23日，苏德两国外长签订《苏德互不侵犯条约》。

在拿下捷克斯洛伐克后，德国又向立陶宛发出最后通牒，索取梅梅尔地区。几乎与此同时，里宾特洛甫又向波兰大使提出要求，索取但泽及波兰走廊中连结东普鲁士及德国本土的一长条领土。波兰拒绝了这一要求。为了避免捷克斯洛伐克的悲剧重演，英法此时表明了态度，将尽全力保障波兰的独立。:216:359
而此时巴尔干半岛的局势也发生了变化。4月，意大利侵占阿尔巴尼亚。此时英法又向罗马尼亚及希腊提出了援助保证。同时又与土耳其签订了互保条约。:217:359
4月20日，英国通过法案，该国所有适龄的男子将接受军事训练。英国迅速完成了军事动员。4月27日，德国以英国这一行动表明其“把发动战争视为首要国策”为由废除了英德海军协定，并指责英方违背了慕尼黑协定。:217－218
而有关英法与苏联采取联合行动的谈判自该年的4月即已开始。不过由于双方互不信任，该谈判最终以失败告终。而波兰方面也拒绝苏军进入其领土。8月23日，苏德两国外长在莫斯科签订《苏德互不侵犯条约》。苏德两国在该条约所附的秘密议定书中，对于波兰、波罗的海地区以及比萨拉比亚的两国势力范围进行了划定。:218－219:360
:76
在该条约通过后，英国再次向德国方面发出警告，以期能再次阻止战争。不过在波兰最终拒绝了德国的要求后，9月1日，德国向波兰发起了军事行动。两天之后，英法对德宣战。第二次世界大战全面爆发。:219:361:76－77

### 全文参考
- E·H·卡尔; 徐蓝（译）. . 汉译世界学术名著丛书 重印版. 北京: 商务印书馆. 2012. ISBN 978-7-100-07024-9 （中文（简体））.

### 脚注
1. ↑  Kolesnik, E. S.; Кругликова, М. Е. . Journal of Economics and Social Sciences. 2013, 3: 2 （英语）.
2. 1 2 3 4 5 6 7 8 9 10 11 12 13 14 15 16 17 18 19 20 21 22 23 24 25 26 27 28 29 30 31 32 33 34 35 36 37 38 39 40 41 42 43 44 45 46 47 48 49 50 51 52 53 54 55 56 57 58 59 60 61 62 63 64 65 66 67 68 69 70 71 72 73 74 75 76 77 78 79 80 81 82 83 84 85 86 87 88 89 90 91 92 93 94 95 96 97 98 99 100 101 102 103 104 105 106 107 108 109 110 111 112 113 114 115 116 117 118 119 120 121 122 123 124 125 126 127 128 129 130 131 132 133 134 135 136 137 138 139 140 141 142 143 144 145 146 147 148 149 150 151 152 153 154 155 156 157 158 159 160 161 162 163 164 165 166 167 168 169 170 171 172 173 174 175 176 177 178 179 180  E·H·卡尔; 徐蓝（译）. . 汉译世界学术名著丛书 重印版. 北京: 商务印书馆. 2012. ISBN 978-7-100-07024-9 （中文（简体））.
3. 1 2  . Office of the Historian, Bureau of Public Affairs, United States Department of State.   [2016-08-06]. （原始内容存档于2019-07-17） （英语）.
4. 1 2  Heckscher, August.  reprinted. Scribner. 1993. ISBN 978-0-020-03871-9 （英语）.
5. 1 2 3 4  . Our Documents.   [2016-08-06]. （原始内容存档于2009-05-19） （英语）.
6. 1 2  Hakim, Joy. . New York: Oxford University Press. 2005. ISBN 0195327233 （英语）.
7. ↑  Grigg, John. . London: Allen Lane. 2002. ISBN 0-7139-9343-X （英语）.
8. ↑  Albrecht-Carrié, René. . Harper. 1958 （英语）.
9. ↑  Lentin, Antony.  (PDF). History Today. 2012, 62 (1): 20–27  [2016-08-06]. （原始内容存档 (PDF)于2016-08-23） （英语）.
10. 1 2 3  Roberts, J. M. . New York: Oxford University Press. 2003 （英语）.
11. ↑  . firstworldwar.com. 2009  [2016-08-07]. （原始内容存档于2016-09-16） （英语）.
12. ↑  . WorldLII.   [2016-08-07]. （原始内容存档于2020-05-05） （英语）.
13. 1 2 3 4 5 6 7 8 9 10 11 12 13 14 15 16 17 18 19 20 21 22 23 24 25 26 27 28  玛丽·弗尔布鲁克; 卿文辉（译）.  第三版. 上海: 上海人民出版社. 2012. ISBN 978-7-208-10434-1 （中文（简体））.
14. 1 2 3 4 5 6 7 8 9   . 维基文库. 1919 （英文）.
15. ↑  . firstworldwar.com. 2009  [2016-08-08]. （原始内容存档于2017-11-07） （英语）.
16. ↑  . firstworldwar.com. 2009  [2016-08-08]. （原始内容存档于2017-11-07） （英语）.
17. ↑  Helmreich, Paul C. . Columbus, Ohio: Ohio State University Press. 1974. ISBN 9780814201701. OCLC 694027 （英语）.
18. ↑  Watson, Alexander. . Penguin UK. 2014. ISBN 0141924195 （英语）.
19. 1 2 3  . Australian Treaty Series. AustLII.   [2016-08-08]. （原始内容存档于2016-04-14） （英语）.
20. ↑  Gyula, Térfy (编). . . Budapest: Révai Testvérek Irodalmi Intézet Részvénytársaság. 1921 （匈牙利语）.
21. 1 2 3  . The World War I Document Archive.   [2016-08-08]. （原始内容存档于2008-12-04） （英语）.
22. 1 2 3  . The World War I Document Archive.   [2016-08-08]. （原始内容存档于2016-03-04） （英语）.
23. 1 2 3  . The World War I Document Archive.   [2016-08-08]. （原始内容存档于2016-07-08） （英语）.
24. ↑  . The World War I Document Archive.   [2016-08-12]. （原始内容存档于2019-01-09） （英语）.
25. ↑  
Ozoglu, Hakan. . ABC-CLIO. 2011-06-24. ISBN 978-0-313-37957-4 （英语）.
26. ↑  MacMurray, John V. A. (编).  1. New York: Oxford University Press. 1921 （英语）.
27. ↑   . 维基文库. 1919 （中文）.
28. ↑  MacMurray, John V. A. (编).  2. New York: Oxford University Press. 1921 （英语）.
29. 1 2 3 4 5 6 7 8 9 10 11 12 13 14 15 16 17 18 19  冯玮. . 世界历史文化丛书. 上海: 上海社会科学院出版社. ISBN 978-7-5520-0016-0 （中文（简体））.
30. 1 2 3 4 5 6 7 8  丁建弘. . 世界历史文化丛书. 上海: 上海社会科学院出版社. ISBN 978-7-5520-0014-6 （中文（简体））.
31. ↑  弗里德里希·迈内克; 何兆武（译）. . 汉译世界学术名著丛书. 北京: 商务印书馆. 2012. ISBN 978-7-100-08590-8 （中文（简体））.
32. ↑   . 维基文库. 1922 （俄文）.
33. ↑   . 维基文库. 1922 （俄文）.
34. 1 2  . Nobelprize.org. Nobel Media AB. 2014  [2016-08-20]. （原始内容存档于2016-04-15） （英语）.
35. 1 2 3 4 5  . Office of the Historian, Bureau of Public Affairs, United States Department of State.   [2016-08-20]. （原始内容存档于2016-08-26） （英语）.
36. ↑  Marks, S. . Central European History. 1978, 11 (03): 231–255 （英语）.
37. ↑  . Nobelprize.org. Nobel Media AB. 2014  [2016-08-21]. （原始内容存档于2015-11-17） （英语）.
38. 1 2 3  . League of Nations Photo Archive. Indiana University. 2002  [2016-08-24]. （原始内容存档于2016-08-27） （英语）.
39. ↑  . Nobelprize.org. Nobel Media AB 2014.   [2016-08-31]. （原始内容存档于2016-04-15） （英语）.
40. 1 2 3 4  費正清（编）; 杨品泉等（译）; 谢亮生（校）. . 剑桥中国史. 北京: 中国社会科学出版社. 1993. ISBN 7-5004-1288-6 （中文（简体））.
41. ↑  費正清, 费维恺（编）; 刘敬坤等（译）; 谢亮生（校）. . 剑桥中国史. 北京: 中国社会科学出版社. 1993. ISBN 7-5004-1406-4 （中文（简体））.
42. ↑  . Nobelprize.org. Nobel Media AB. 2014  [2016-09-05]. （原始内容存档于2016-04-17） （英语）.
43. ↑  郭汝瑰; 黃玉章; 田昭林. . . 江苏人民出版社. 2002  [2016-09-12]. ISBN 7214030349. （原始内容存档于2016-10-14） （中文（简体））.
44. ↑  Bellamy, C. D.; Lahnstein, J. S.  (PDF). Parameters. 1990, 20 (3): 19  [2016-09-12]. （原始内容 (PDF)存档于2016-12-11） （英语）.
45. ↑  
Marshall, P. . The Round Table. 2001, 90 (361): 541–553. doi:10.1080/00358530120082823 （英语）.

## 外部連結
- 徐蓝. . 中国社会科学网. 中国社会科学杂志社.   [2016-08-12]. （原始内容存档于2016-08-26） （中文（简体））.